# Geschichte der Stadt Hannover

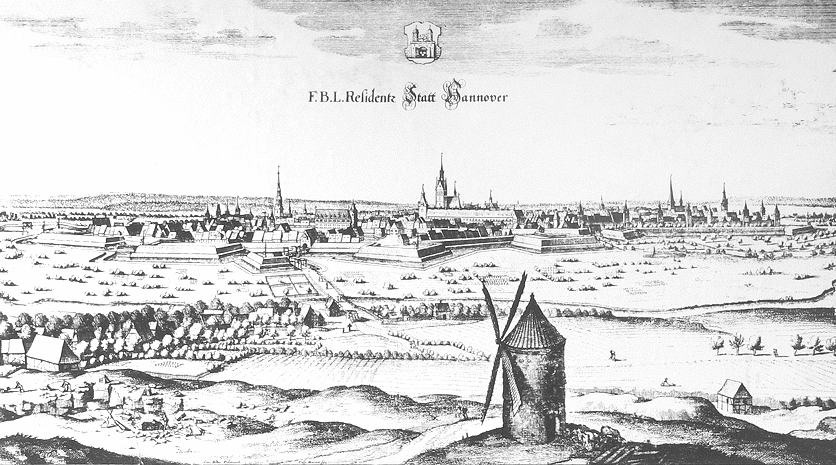
Ein Merian-Kupferstich zeigt die Stadt Hannover um 1650, im Vordergrund die Windmühle auf dem Lindener Berg

Die Geschichte der Stadt Hannover beschreibt die Entwicklung der Stadt Hannover, die zu Beginn ein Handelsplatz an der Leine war und über eine mittelalterliche Stadt zur Residenzstadt wurde. Als Landeshauptstadt von Niedersachsen gehört Hannover heute zu den bedeutenden Großstädten in Deutschland.

## Urgeschichte
Archäologische Ausgrabungen zeigen, dass die Region um Hannover schon früh besiedelt war. In den Schotterbänken der Leine bei Arnum, Döhren, Koldingen und Rethen wurden Faustkeile und messerartige Klingen aus der Altsteinzeit um 120.000 v. Chr. gefunden. Aus den folgenden Jahrtausenden finden sich kaum Spuren.
Erst aus dem 8. Jahrtausend v. Chr. wurden hauptsächlich bei Misburg Feuersteingeräte gefunden. Bei Koldingen und Rethen wurden aus der gleichen Zeit Geweihhacken gefunden, die der Bodenbearbeitung dienten. Sie belegen, dass hier eine sesshafte Ackerbaubevölkerung lebte. Aus der Jungsteinzeit wurden Tongefäße aus drei verschiedenen geografischen Tonwarengruppen gefunden. Auch aus der Bronzezeit zeugen aus der Ferne bezogene Geräte für ein Geflecht weiträumiger Beziehungen zu anderen Kulturen.

## Frühgeschichte
Nach Auswertungen des Originals einer um 150 n. Chr. vom Geografen Claudius Ptolemäus gezeichneten Karte von Germania Magna durch das Institut für Geodäsie der Technischen Universität Berlin gab es an der Stelle des heutigen Hannovers bereits eine Siedlung namens Tulifurdum. Sprachgeschichtlich kann dies nach Klaus Mlynek aus der Zusammensetzung von lateinisch „tuli“ (= „ich habe getragen“) und „furdum“ (= „Furt“) gedeutet werden, welches auf den Leineübergang hinweist. Helmut Plath, langjähriger Chef des Historischen Museums, schrieb über den bisher namenlosen Ort in seiner Stadtgeschichte: „Während des 1. bis 3. Jahrhunderts nach Christus, in der römischen Kaiserzeit, bestand auf dem Boden der späteren Alt- und Neustadt eine Besiedlung von nicht geringer Ausdehnung.“ Reste von Tongefäßen aus dieser Zeit wurden unter anderem im Untergrund der Aegidienkirche gefunden. Die Bewohner hätten dem Stamm der Cherusker angehört.
In einem Leinearm wurde eine römische Münze des Kaisers Alexander Severus (222–232) gefunden. Dies lässt den Rückschluss zu, dass die damals am Leineübergang befindliche Siedlung in Handelsbeziehungen mit Römern stand. Aufgrund der archäologischen Funde geht man davon aus, dass im Raum Hannover große Umwälzungen durch die Völkerwanderung ausblieben.

## Hannover im Mittelalter

### Lage

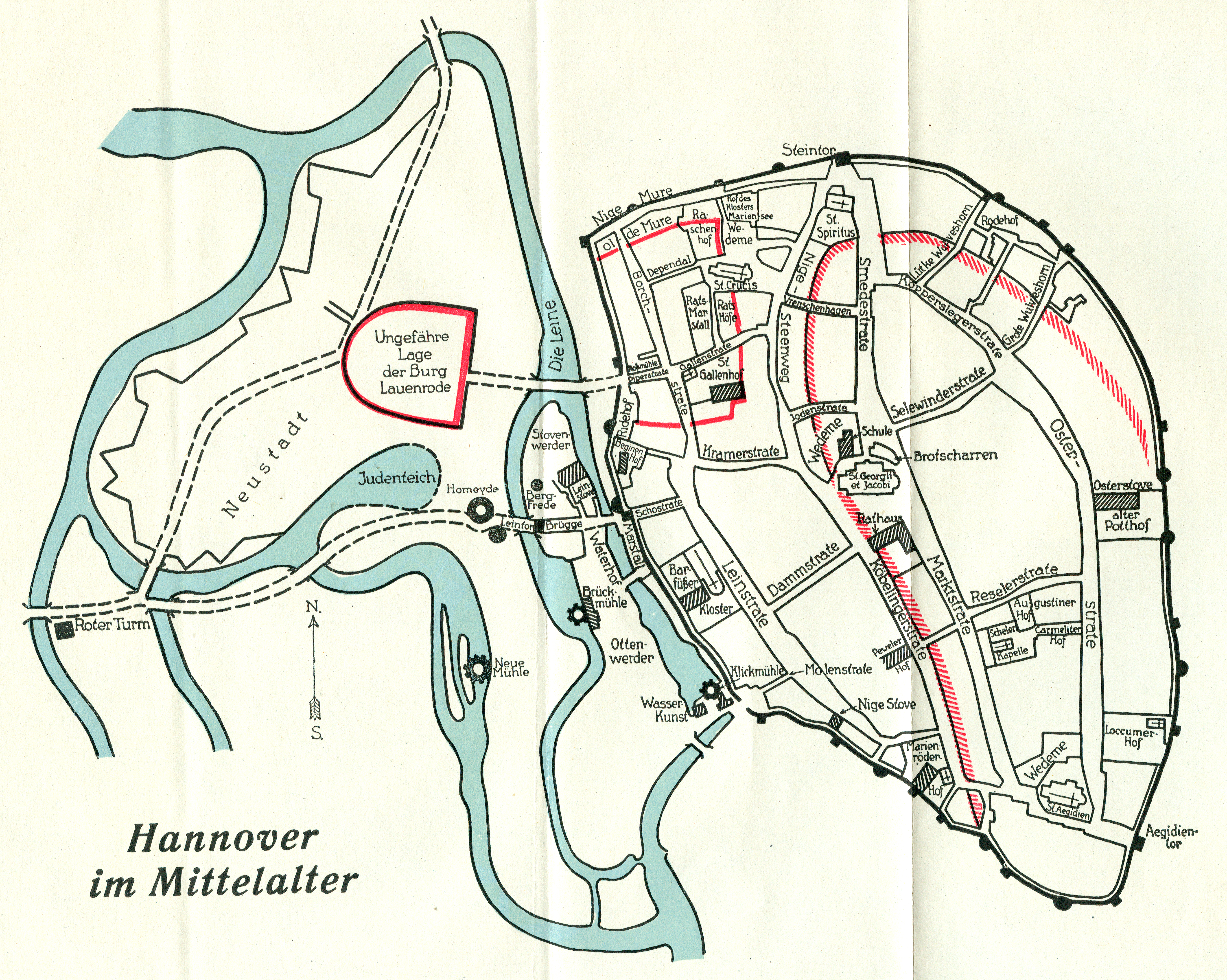
Stadtplan Hannover als Skizze „Hannover im Mittelalter“;
1924 von Karl Friedrich Leonhardt in seinem Artikel „Straßen und Häuser im alten Hannover“ in den Hannoverschen Geschichtsblättern

Hannover entstand an der Stelle der Mittelgebirgsschwelle, wo der Lindener Berg als letzter Ausläufer des Niedersächsischen Berglands die schwer passierbare und sumpfige Leineaue auf 500 m einengte. Das Passieren einer Furt erleichterte ein Werder inmitten des Flusstales. An der Stelle querte eine Handelsstraße des Fernhandels von Göttingen den Fluss und traf auf den Fernweg von Hildesheim nach Bremen.

### Vor der Stadtgründung
In der Merowingerzeit (550–700) wurde ein großer Friedhof in der Nähe von Anderten angelegt. Die Bevölkerung in der Region gehörte im Frühmittelalter den Sachsen an, die am Ende des 8. Jahrhunderts von Karl dem Großen gewaltsam in das Fränkische Reich eingegliedert wurden. Das Altstadtgebiet gehörte zur damaligen sächsischen Provinz Engern, zum Marstemgau und zum Bistum Minden. Scherbenfunde belegen, dass die Besiedlung des späteren Altstadtgebietes bereits im 11. Jahrhundert vorhanden war. Diese befand sich zunächst längs der heutigen Leinstraße, die am Ufer der Leine Teil der Fernstraße von Hildesheim nach Bremen war. In Höhe der Burgstraße befand sich eine dorthin führende Gasse (Roßmühle). Hier, nahe am Hohen Ufer, bildeten sich die erste Siedlung und ein Herrenhof, der den Flussübergang kontrollierte (siehe auch: Stadtarchäologische Untersuchungen am Hohen Ufer 2013). Dieser Leineübergang bildete auch den kürzesten Weg zwischen Minden und Lüneburg. Dort lagen zu Beginn des 11. Jahrhunderts die Machtzentren der Billunger, die auch die Grafenrechte im Marstemgau innehatten. Daher gewann der Leineübergang bei Hannover in dieser Zeit unter den Billungern an Bedeutung. Nachdem die Billunger mit dem Tode Herzog Magnus 1106 ausstarben, übte Graf Widukind von Schwalenburg die Grafenrechte im Marstemgau aus und hielt zwischen 1113 und 1119 in Linden Gericht. An diesem Gerichtstag nahm auch der Nachfolger der Billunger als Herzog von Sachsen, der spätere Kaiser Lothar III., teil und bestätigte die Schwalenberger Rechte.

### Gründung der Stadt unter den Grafen von Rhoden

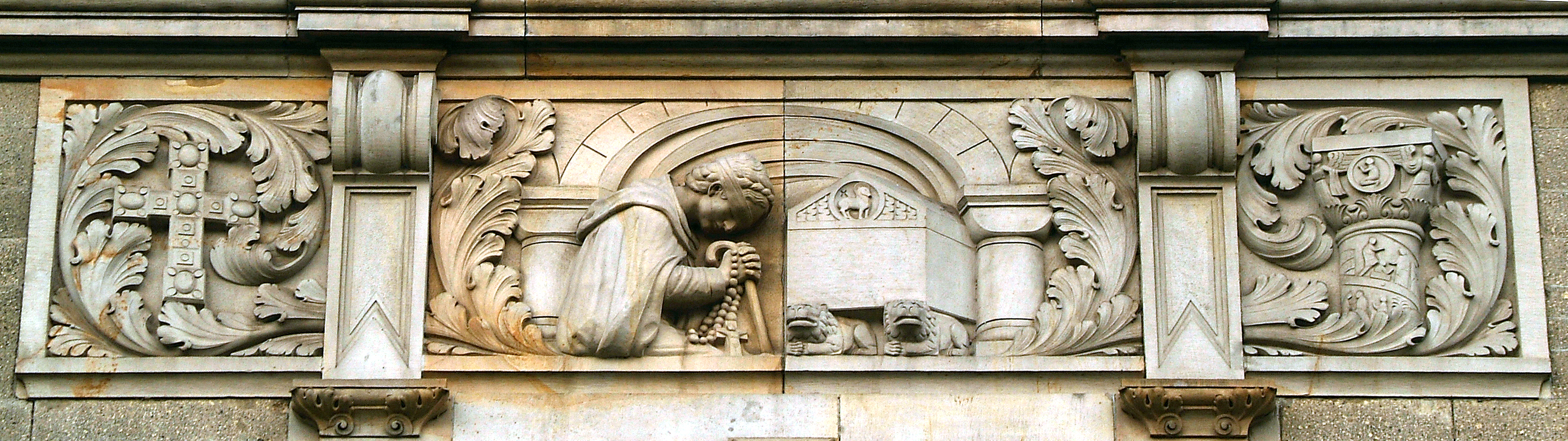
Um 1150 soll ein Mädchen aus dem „vicus honovere“ am Grab von Bischof Bernward von Hildesheim gebetet haben;
Relief von Werner Hantelmann im Geschichtsfries am Neuen Rathaus von Hannover

Spätestens 1124 wurde Hildebold von Rhoden, dessen Familie in der Gegend zwischen Hannover und Wunstorf viele Eigengüter besaß, mit der Grafenwürde im Marstemgau belehnt. Unter Hildebold rückte der Herrenhof am Leineübergang in die Mitte des damaligen rhodenschen Herrschaftsbereiches. Er ließ südöstlich davon eine dem Heiligen Georg geweihte Kirche und einen Marktplatz anlegen. Der Ort bestand zunächst nur aus der Marktsiedlung um die Georgskirche, die von Südosten kommende Uferstraße und dem am Leineübergang gelegenen Herrenhof. Spätestens bis zu Hildebolds Tod gegen 1141 war die Gründung des Marktortes, der erstmals 1150 in der Hildesheimer Miracula Bernwardi als „Hanovere“ bezeichnet wurde, abgeschlossen. Die Bedeutung des Namens ist umstritten.

### Deutungsversuche zum Namen

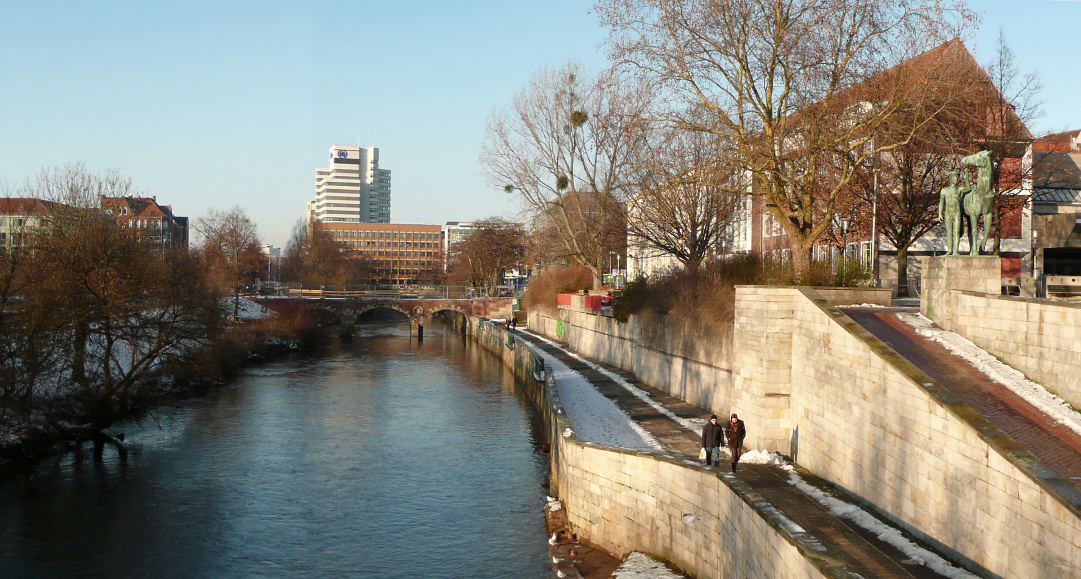
Hohes Ufer der Leine (rechts) am Rande der Altstadt

Allgemein wird als namensgebend „hohes Ufer“ genannt, so bereits von Leibniz.
Dem widersprach auf den ersten Blick die Lage an einem Flussübergang, weil eine Furt gerade eine besonders flache Stelle bezeichnet. Auch lag die Uferhöhe der Leine damals etwa drei Meter unter dem heutigen Niveau. Daher schlug der Historiker und Namenforscher Bodo Dringenberg 2002 eine andere Deutung vor: Es stünde zwar -overe unbestritten für einen „zurückgelegenen, erhöhten Rand“, die Vorsilbe han- aber für einen „eingefriedeten Ort“ nach dem althochdeutschen „hagan“ oder „hagen“ für „Einhegung“. Dieses ursprüngliche Hag(en)- ist allerdings weder überliefert noch aus der lokalen Lautentwicklung zu folgern; diese hätte eher zu Hain- geführt, nicht aber zu den überlieferten Parallelformen mit Hon-. Als weitere Deutungsmöglichkeiten wurden auch „Hahnenufer“, „Sumpfufer“ und „Schilfufer“ genannt.
Tatsächlich spricht für die traditionelle Deutung als „Hohenufer“, dass die erste bekannte Ansiedlung abseits der Furt entstand, nämlich vor Hochwasser und jährlichen Frühjahrsüberschwemmungen geschützt an einem damals schon relativ hohen Ufer, das den Lauf der Leine in Richtung Westen abbiegen lässt. Diese Deutung wird von dem Onomasten Jürgen Udolph mit zahlreichen Parallelen gestützt: Beispielsweise gibt es ähnliche Namensformen, die sich am plausibelsten als „(Am) Hohen Ufer“ deuten lassen, so dass es immer noch am wahrscheinlichsten ist, dass dies auch auf die Stadt Hannover zutrifft. Auch die Betonung auf -over spricht für eine Adjektiv-Substantiv-Komposition und damit gegen die anderen bisherigen Deutungsversuche.

### Heinrich der Löwe als Landesherr

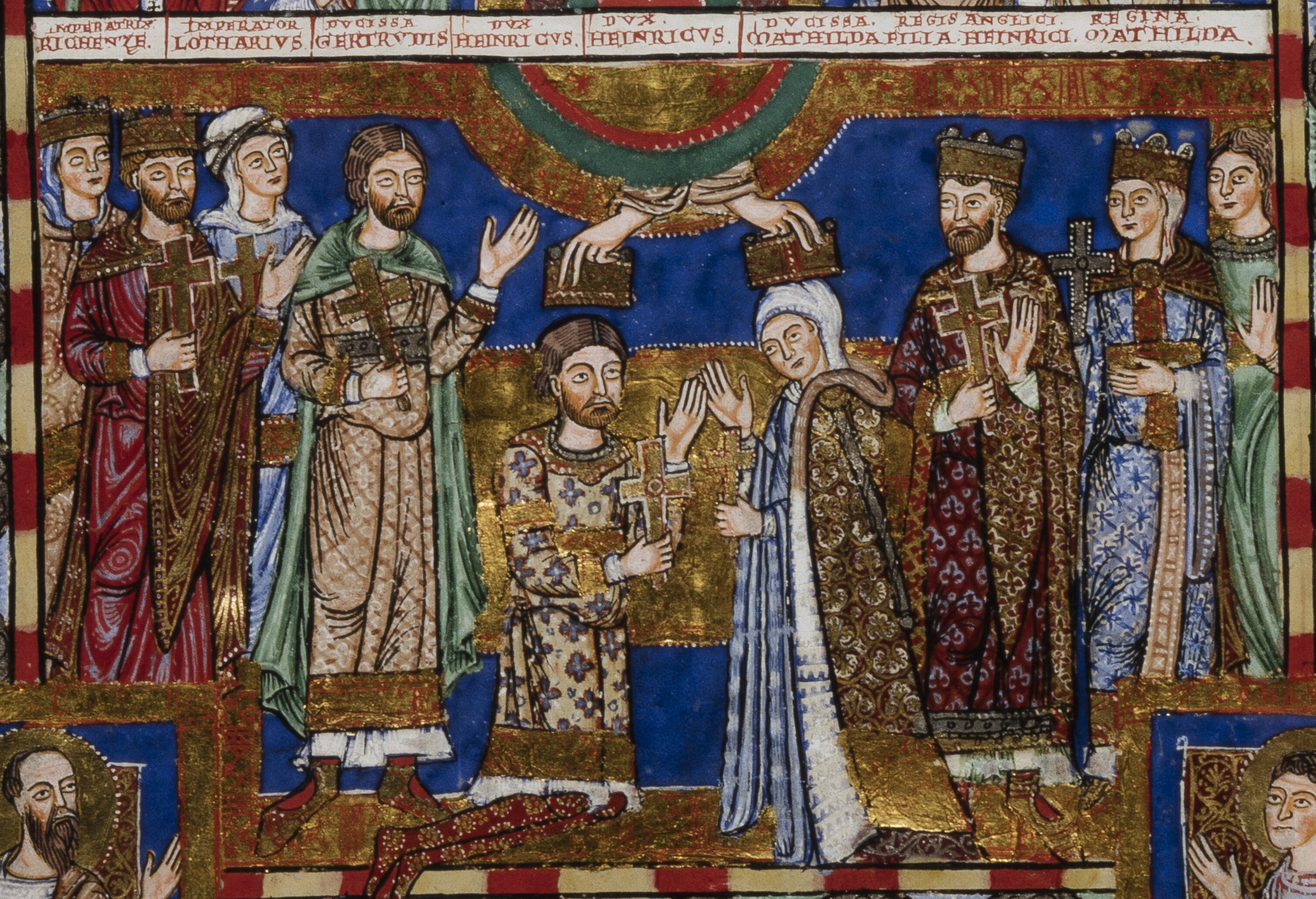
Heinrich der Löwe mit seiner zweiten Frau Mathilde von England (1188)

1142 wurde der Welfe Heinrich der Löwe, der Enkel Lothars III., mit dem Herzogtum Sachsen belehnt. Er ließ Hannover ausbauen und befestigen. Zwischen 1160 und 1168 belehnte Heinrich den Sohn Hildebolds, Konrad I. von Rhoden, mit der Grafschaft Engern. Wahrscheinlich hat Konrad auch gleichzeitig dem Herzog das Erbgut Hannover aufgetragen und von diesem, um das Aegidienkirchspiel vergrößert, als Lehen zurückerhalten. Die Welfen betrachteten von nun an Hannover als ihr Erbgut. 1163 hielt Heinrich in Hannover einen Hoftag ab. Vermutlich hat hierbei der anwesende Bischof von Minden die Aegidienkirche geweiht. In den folgenden Jahren wurde der Ausbau der Stadt vorangetrieben. Der Handelsverkehr auf dem Markt nahm einen größeren Umfang an, so dass es sich für Herzog Heinrich lohnte, um 1180 in Hannover Kreuzbrakteaten (Hohlpfennige) prägen zu lassen.
Auf dem Reichstag zu Würzburg erreichte 1180 die welfisch-staufische Auseinandersetzung ihren Höhepunkt: Heinrich der Löwe wurde von Kaiser Friedrich Barbarossa als Herzog von Sachsen abgesetzt und musste sich ins Exil begeben. Der Titel Herzog von Sachsen wurde an Bernhard von Anhalt vergeben. Er konnte sich aber hauptsächlich nur in den Ostgebieten durchsetzen. Daher wurden unter dem Herzogtum Sachsen bald nicht mehr das Gebiet des heutigen Niedersachsen und Westfalens, sondern die elbaufwärts gelegenen Gebiete verstanden.
Konrad I. von Rhoden, der ein enger Gefolgsmann Heinrichs war und ihm nun die Treue hielt, standen in dem sich nun anbahnenden Reichskrieg stürmische Zeiten bevor. Er baute in den kommenden Jahren eine kleine, aber gut zu verteidigende Wasserburg in der Leineniederung bei Limmer. Als Heinrich 1189 vorzeitig aus dem Exil zurückkehrte, belagerte ihn König Heinrich VI., der Sohn Barbarossas, vor Braunschweig, das er aber nicht einnehmen konnte. Die abziehenden Truppen zündeten Hannover an und belagerten vergeblich die Burg Limmer. Nach dem Tode von Konrad I. verwalteten seine Söhne Konrad II. und Hildebold II. das Erbe zunächst gemeinsam, spätestens 1215 teilten sie aber das Erbe: Hildebold II. zog auf die Burg Limmer und Konrad II. auf die neu errichtete Burg Lauenrode auf dem westlichen Ufer gegenüber von Hannover. Er nannte sich von diesem Zeitpunkt an „von Lauenrode“. Die Burg wurde innerhalb einer alten Verteidigungsanlage auf dem Werder errichtet. Sie bildete den Kern der späteren Calenberger Neustadt auf dem westlichen Leineufer. Die ehemalige Keimzelle der Stadt, der Herrenhof, verlor nun seine Funktion und wurde mit dem dazugehörigen Besitz der Burgkapelle St. Galli zugeteilt. Konrad erhielt die östlichen Lehen der Familie mit Hannover und der Burg Lauenrode als Mittelpunkt, während Hildebold II. mehr im Westen die Lehnsrechte ausübte.

### Erwerb der Selbständigkeit

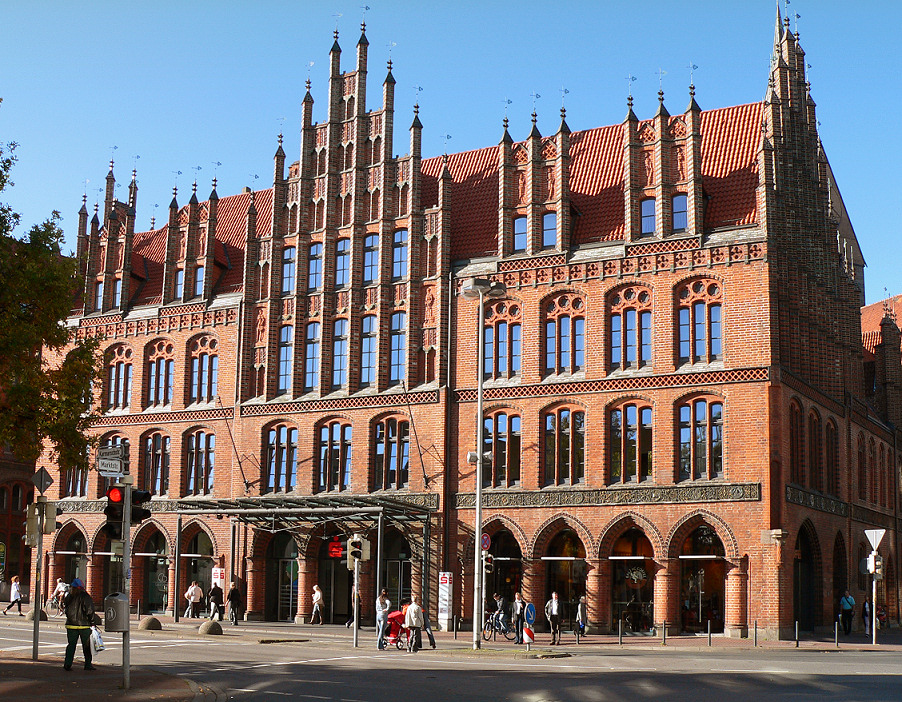
Das Alte Rathaus

Auch die Söhne Heinrich des Löwen, (Pfalzgraf) Heinrich, Wilhelm und Otto, teilten 1202 den noch verbliebenen Erbbesitz, zu dem auch Hannover gehörte. Da Otto zum deutschen König und 1209 zum deutschen Kaiser gekrönt wurde und er sich mehr um die Reichspolitik kümmern musste, oblag es hauptsächlich Heinrich, den Braunschweiger Besitz zu verwalten.
Im Zeitraum zwischen 1203 und 1213 sind auch die ersten Hannoveraner namentlich bekannt: Der Münzmeister Tydericus monetarius de Honovere und dessen Ehefrau erwarben damals den Zehnten in Ricklingen; es war wohl Tydericus, der in Hannover verschiedene Münzen für den Pfalzgrafen und Braunschweiger Herzog Heinrich prägte.
Nach dem Tode Wilhelms und Ottos verfügte Heinrich ab 1219 wieder alleine über die welfischen Allodien. Konrad II. von Lauenrode hielt auch in der Folgezeit den Welfen die Treue und Heinrich übte zu dessen Lebzeiten in Hannover das Münzrecht aus. In seinem Testament setzte Pfalzgraf Heinrich 1223 seinen Neffen Otto, genannt „das Kind“, zum Erben der Herrschaft Braunschweig und seiner Lehen ein. Nach Heinrichs Tod 1227 wurde Ottos Erbe aber vom Kaiser Friedrich II. zunächst bestritten, da Heinrich die Erbansprüche seiner beiden Töchter übergangen hatte. Otto konnte während der folgenden Auseinandersetzungen nur Braunschweig in seinen Besitz bekommen. Er war zunächst noch nicht als Reichsfürst anerkannt. Der Erbe Konrads II. von Lauenrode, Konrad III., war in Hannover nahezu selbständig. Hannover schloss während seiner Regierungszeit den Prozess der Stadtwerdung ab und wurde spätestens zum Tode von Konrad III. 1239 zu einer Stadt im Rechtssinne. Aus Geldmangel hatte Konrad vermutlich der Stadt das Selbstverwaltungsrecht verkauft. Der Bau des ersten Rathauses war die Folge.
1235 wurde Otto das Kind zum Herzog von Braunschweig-Lüneburg erhoben und erlangte den unbestrittenen Besitz des gesamten welfischen Erbes in Sachsen. Nach dem Tode Konrads III. von Lauenrode im August 1239 führte Otto mit dessen Erben, seinen Brüdern Heinrich II. und Konrad IV. von Lauenrode, Verhandlungen. Im Ergebnis gelang dem Herzog die Inbesitznahme der Stadt. Die Grafen von Lauenrode blieben im Besitz der Burg Lauenrode. Dazu gehörte auch die damit verbundene Engerschen Grafschaft im Umland von Hannover, der jetzigen Lauenröder Grafschaft. Sie wurden Vasallen des Herzogs und rückten damit in den Status der Reichsministerialien auf. Das Geschlecht erlosch 1274. Bereits 1248 hatte Heinrich II. alles Eigengut und alle Lehen, die er damals besaß, dem Herzog übertragen.
Der Stadt Hannover wurde von Otto dem Kind 1241 ein Privileg erteilt. Der Herzog bestätigte die alten Rechte und verlieh neue. Insbesondere versprach er, die Stadt nicht wieder als Lehen zu vergeben. Dieses Privileg wurde durch zwei nicht identische, aber sich auch nicht widersprechenden Urkunden bestätigt. Beide Urkunden wurden besiegelt und stellen die älteste Darstellung Hannoverschen Stadtrechts dar.
Nach dem Tode Ottos des Kindes 1252 regierten seine Söhne Albrecht und Johannes zunächst gemeinsam über die Braunschweig-Lüneburgischen Erblande und residierten oft auf der Burg Lauenrode. Nach deren Erbteilung gehörte Hannover zum Teilfürstentum Lüneburg. Es gelang der Stadt aber weitgehend, nach und nach dem Landesherrn Souveränität abzuringen. Bis 1357 hatten die Hannoveraner das alleinige Befestigungsrecht für die Stadt erlangt und errichteten eine eigene Schule, über die der Rat die Schulaufsicht besaß. Ebenso erwarb die Stadt nach und nach eine Reihe wirtschaftlicher Privilegien, die dazu führten, dass die Stadt in der Region zu einer wirtschaftlichen und politischen Macht wurde. Als eigenständiger politischer Faktor wurde die Stadt in den Lüneburger Erbfolgekrieg (1371–1388) hineingezogen. Die Stadt unterstützte zunächst die Askanier und erreichte deren Zustimmung, die Burg Lauenrode vor den Toren der Stadt abzubrechen und den Platz, auf dem sie steht, zu behalten. Die Stadt huldigte letztlich 1388 doch den siegreichen Herzögen Bernhard und Heinrich von Braunschweig-Lüneburg, ging aber aus dem Krieg politisch gestärkt hervor und konnte dem Landesherrn weitere Zugeständnisse abringen.

### Stadt und Gesellschaft im Spätmittelalter

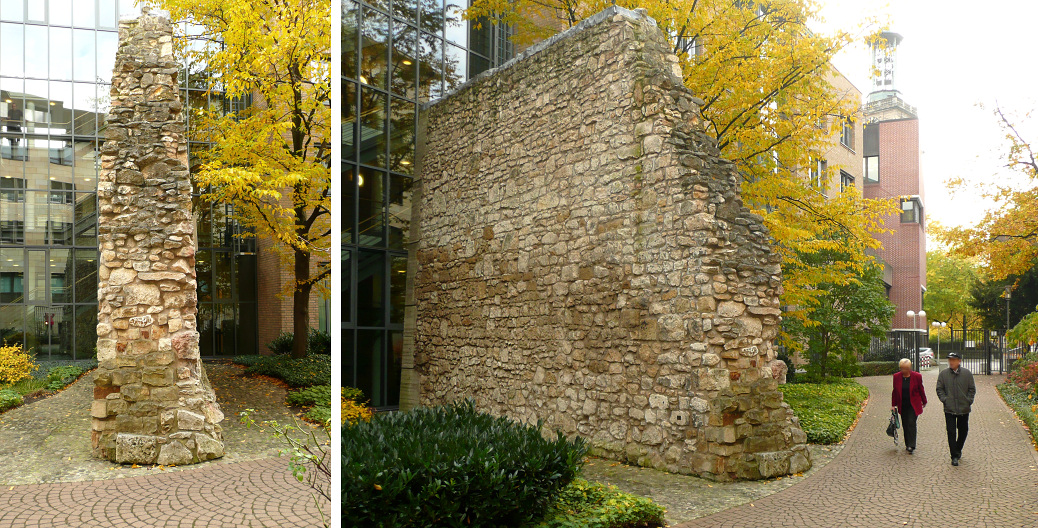
Rest der Stadtmauer Hannover

Die welfischen Landesteilungen und die ständige Geldnot der Landesherren führten dazu, dass die Stadt sich als eigenständige politische Größe behaupten konnte.
Zum eigenen Schutz trug ab 1350 eine acht Meter hohe Stadtmauer mit 34 Mauertürmen bei, die die ursprüngliche Befestigung aus palisadenbestandenen Wällen und Gräben ablöste. Zur Stadtbefestigung Hannover zählte ab der Mitte des 14. Jahrhunderts auch eine Landwehr, die das städtische Vorfeld sicherte. Von der früheren Hannoverschen Landwehr mit Wällen, Hecken, Warthäusern und -türmen finden sich noch Einrichtungen, wie der Turm auf dem Lindener Berg, der Döhrener Turm, der Pferdeturm, der Lister Turm und weitere. Die Stadt erlebte zu dieser Zeit eine erste wirtschaftliche Blüte und trat der Hanse bei, die Einwohnerzahl stieg auf 4000.
Nachdem bereits Otto das Kind der Stadt weitreichende Privilegien eingeräumt hatte und die Stadt auch in der Folgezeit weitere wirtschaftliche Privilegien erhalten hatte, hatte Hannover genügend Freiheiten, um sich zu einer reichen Kaufmannsstadt zu entwickeln. Die Stadt bildete an dem Flussübergang über die Leine einen wichtigen Sammelpunkt für den Ost-West-Verkehr. Auch durch die gleichzeitige Lage an der wichtigen Nord-Süd-Handelsroute zwischen Oberdeutschland und der Nordsee entwickelte sich Hannover zu einem bedeutenden Schnittpunkt wichtiger Handelsstraßen. Nebenbei wurde auch das Handwerksgewerbe zu einem wichtigen Wirtschaftszweig. Dennoch blieb die Stadt trotz ihres ausgedehnten Fernhandels gegenüber den Metropolen Hamburg, Bremen, Lübeck und Braunschweig relativ unbedeutend. An eigenen Ausfuhrartikeln ist erst seit dem 16. Jahrhundert das Broyhan-Bier zu nennen. Die Stadt trat zwar auch der Hanse bei, jedoch blieben die eigenen Handelsinteressen vorrangig gegenüber denen der Hanse.

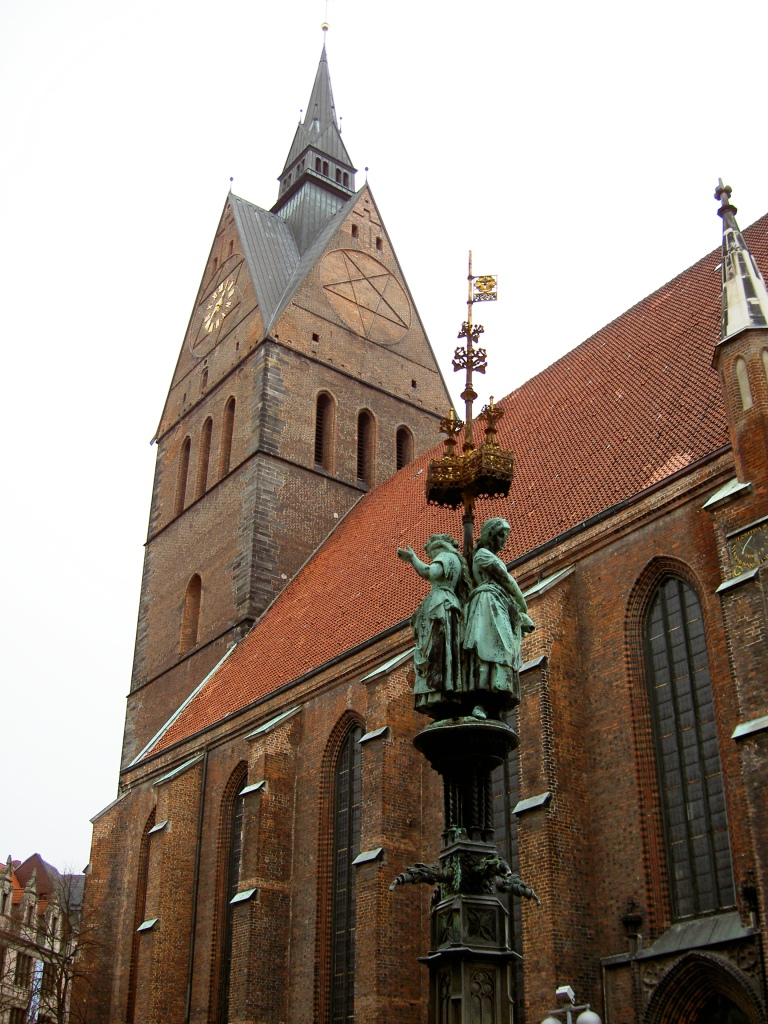
Die Marktkirche

Die Kaufleute waren bis zur Reformation der uneingeschränkt herrschende Stand in der Stadt. Sie stellten bis 1533 fast jeden Bürgermeister und hatten sich manche Privilegien und Monopole in der Stadt gesichert. Im Ganzen bestand die die Stadt dominierende Elite vor der Reformation aus wenigen miteinander verwandten oder verschwägerten Kaufmannsfamilien. Diese Gruppe dominierte die Stadt auch ökonomisch. Viele andere Gilden waren von der politischen Partizipation ausgeschlossen. Nur wer in der Stadt über Grund- und Hausbesitz verfügte, konnte in der Regel Bürger werden. Die Bürger mussten auch die Pflichten der Steuer, des Wach- und Schanzdienstes tragen. Einem anderen Recht unterstanden Adel, Klerus und Juden. Ohne Bürgerrechte, aber auch ohne die Bürgerpflichten waren die Angehörigen „unehrlicher Berufe“; aber auch diese unterstanden dem Stadtrechtssystem. Die verschiedenen Stände trennten sich streng durch Kleiderordnungen ab.
Im politischen Geschehen der Stadt war der Rat das dominierende Organ. Er hatte bis zur Reformation die höchste Macht erreicht und konnte in den Worten eines Zeitgenossen „tun, was er wolle“. Er hatte auch die Aufsicht über die Schule und die Spitäler inne und übte die Niedergerichtsbarkeit aus. Nur die Hoch- und Blutgerichtsbarkeit blieb formal in den Händen des Landesherrn. Rechtlich gehörte die Stadt dem Mindener Stadtrechtskreis an und wandte sich auch bei Zweifelsfragen nach Minden.
Die Stadt gehörte seit ihrer Gründung zum Bistum Minden. Sie verfügte neben der Marktkirche über zwei Pfarrkirchen, die Kreuzkirche und die Aegidienkirche, die alle drei zwischen 1330 und 1360 in die Höhe wuchsen. Die Kreuzkirche war ein Neubau, der ab 1284 über einen eigenen Pfarrbezirk verfügte. Die in norddeutscher Backsteingotik errichtete Marktkirche ersetzte einen romanischen Vorgängerbau. Daneben gab es in der Stadt drei Kapellen, nämlich die Heilig-Geist-Kapelle, die Liebfrauenkapelle und die Nikolaikapelle. Ab 1291 ließen sich Franziskaner, auch „Minoriten“ oder „Mindere Brüder“ (ordo fratrum minorum) genannt, in der Stadt nieder und gründeten an der Stelle des späteren Leineschlosses das Minoritenkloster. Der Klerus stellte etwa zwei Prozent der Stadtbevölkerung und bildete gewissermaßen einen Fremdkörper im Stadtleben. Er entzog sich weitgehend den Eingliederungsbemühungen des Rates. Der Rat ergriff aber Maßnahmen, um den Übergang von Liegenschaften und sonstigem bürgerlichen Besitz in die geistliche Hand zu verhindern.

## Hannover im Zeitalter der Reformation

### Autonomie unter Erich I.

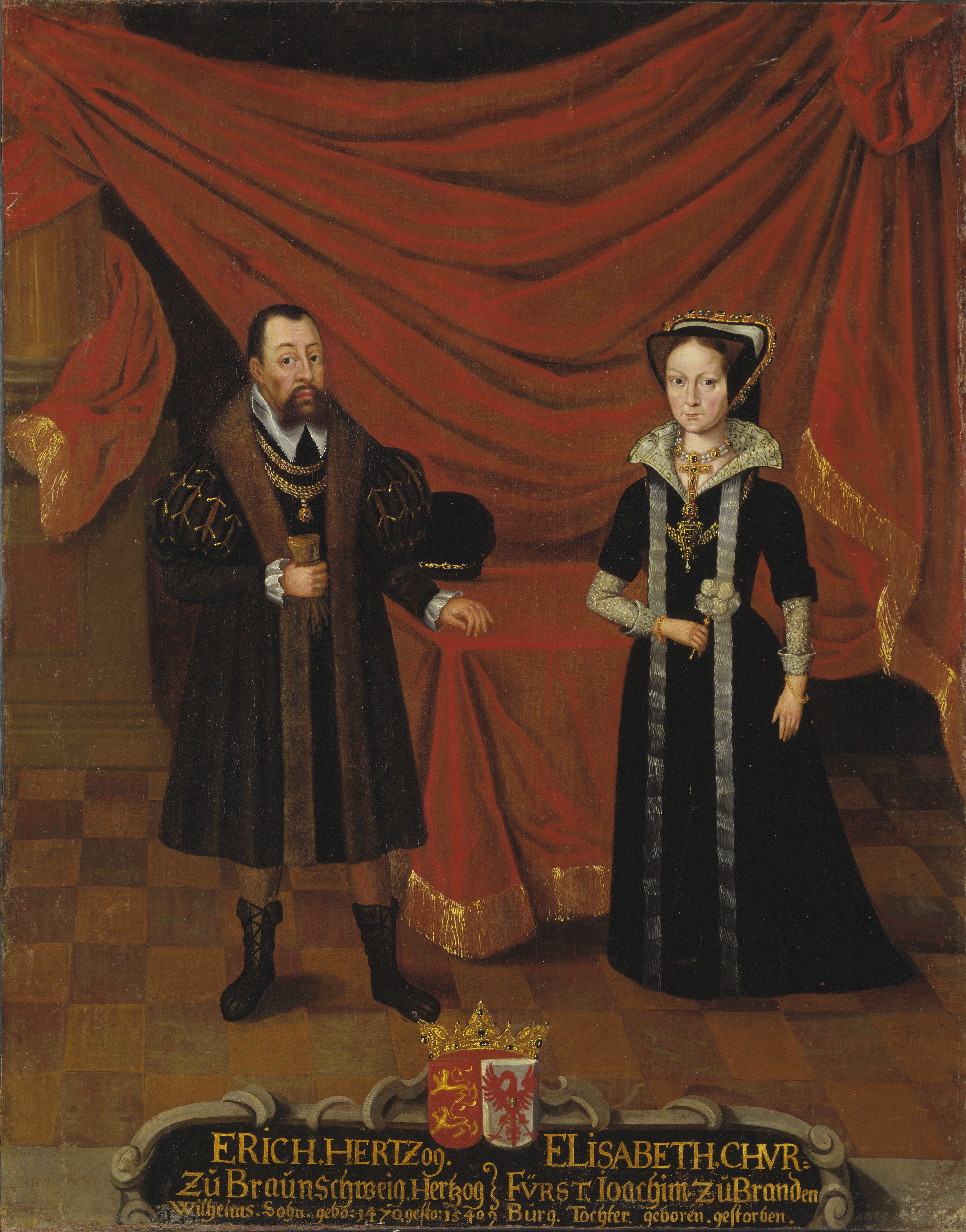
Erich I. mit seiner zweiten Frau Elisabeth ca. 1530

1495 fiel Hannover nach mehreren Erbteilungen mitsamt dem Fürstentum Calenberg-Göttingen an Erich I. Die Stadt zählte damals etwa 5000 Einwohner und hatte eine Unabhängigkeit erreicht, die dazu führte, dass die Stadt verfassungsmäßig nur in einem losen Verhältnis zu Landesherren stand, politisch aber in einem engen. Erich I. musste sich nicht zuletzt aufgrund seiner häufigen Abwesenheit vom Fürstentum mit der Autonomie abfinden. Auch mit Göttingen, der anderen größeren Stadt in seinem Herrschaftsbereich, hatte Erich I. ähnliche Probleme. Dort erwirkte Erich I. sogar die Reichsacht gegen Göttingen, weil sie sich der Huldigung verweigerte. In Hannover kam es hingegen in gegenseitigem Einvernehmen zu einer Bestätigung der Privilegien der Stadt. Im Rahmen der Hildesheimer Stiftsfehde stand die Stadt zum Fürsten und stellte sogar einen Teil des Lösegeldes bereits, um ihn nach seiner Gefangennahme durch den Hildesheimer Bischof freizubekommen. Im Gegenzug förderte Erich die wirtschaftlichen Privilegien und das politische Ansehen der Stadt, er bestimmte Hannover zum Gerichtsort für das herzogliche Hofgericht und erlaubte 1529 den Hannoveranern das Papageienschießen, den Vorläufer des noch heute existierenden Schützenfestes, auf dem Platz der früheren Burg Lauenrode, worüber sich noch sein Vorgänger Wilhelm der Ältere 1468 bei den Bürgern beschwert hat.

### Durchsetzung der Reformation in Hannover

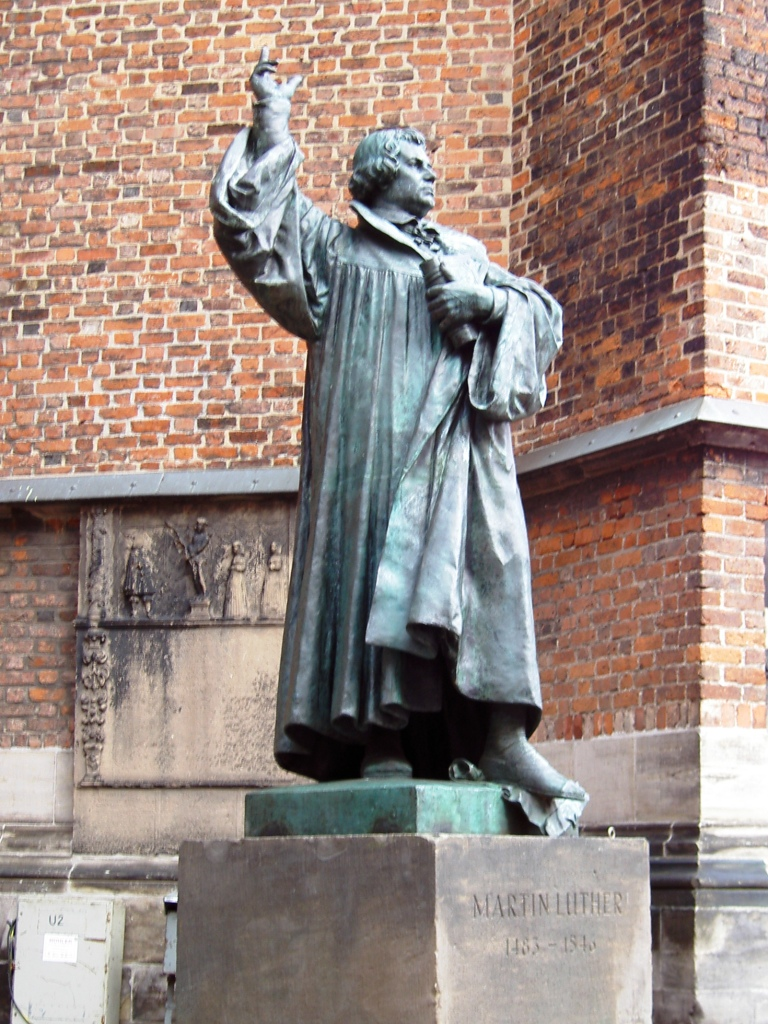
Die Martin-Luther-Statue vor der Marktkirche

Das gute Verhältnis der Stadt zum Landesherrn wurde durch die Reformation überschattet. Der Rat der Stadt versuchte zunächst, sich der reformatorischen Bewegung entgegenzustemmen. In diesem Bemühen erhielt er Unterstützung von Erich I., der dem Katholizismus die Treue hielt. In der Bevölkerung wuchs die Neigung, die evangelische Lehre anzunehmen. Am 26. Juni 1533 schwor eine Versammlung auf dem Marktplatz, zu Luthers Wort zusammenzustehen. Da sich die führenden Kreise der Stadt der Reformation nicht anschlossen, wurde sie durch die Opposition der Bürger, die keine politischen Ämter innehatten, durchgesetzt. Der Rat der Stadt musste schließlich ins katholische Hildesheim flüchten. Mit der Flucht des Rates verloren die altgläubigen Geistlichen ebenso den Rückhalt in der Bevölkerung wie die altgläubig gebliebenen Bürger. Nun kam es auch zur offenen Auseinandersetzung mit dem Landesherrn, der als Parteigänger des Kaisers treu zur katholischen Kirche stand. Er nutzte es aus, dass die Stadt wie eine Insel in seinem Territorium lag, und ließ alle Versorgungswege sperren. In der Stadt wurden die Lebensmittel knapp und die Stadtverfassung näherte sich dem Zustand der Anarchie. Mit Unterstützung der Städtepartner Hannovers kam es schließlich zum Ausgleich, durch den eine neue Stadtverfassung eingeführt wurde, und im April 1534 kam es zu einer neuen Ratswahl. Der erste Bürgermeister nach der Reformation wurde Antonius von Berckhusen. Auch mit dem Landesherren schloss die Stadt schließlich einen Vertrag, in dem dieser sich gegen eine Zahlung von 4000 Gulden verpflichtete, die Reformation in der Stadt nicht weiter zu behindern. Allerdings schloss sich Hannover 1536 dem Schmalkaldischen Bund an. Ziel dieses Militärbündnisses evangelischer Fürsten und Städte war es, einen möglichen Angriff gegen die lutherischen Reichsstände abzuwehren. In der Schlacht bei Mühlberg siegte aber 1547 die kaiserlich-katholische Seite. Hannover war durch die Teilnahme an diesem Bündnis bei ihrem Landesherrn, der der Gegenpartei angehörte, und dessen Sohn Erich II. in tiefe Missgunst gefallen. Aber durch eine weitere Zahlung von 8000 Gulden sprach Erich II. die Stadt von Folgen der Mitgliedschaft im Schmalkaldischen Bund los.

### Calenberg unter Elisabeth und Erich II.

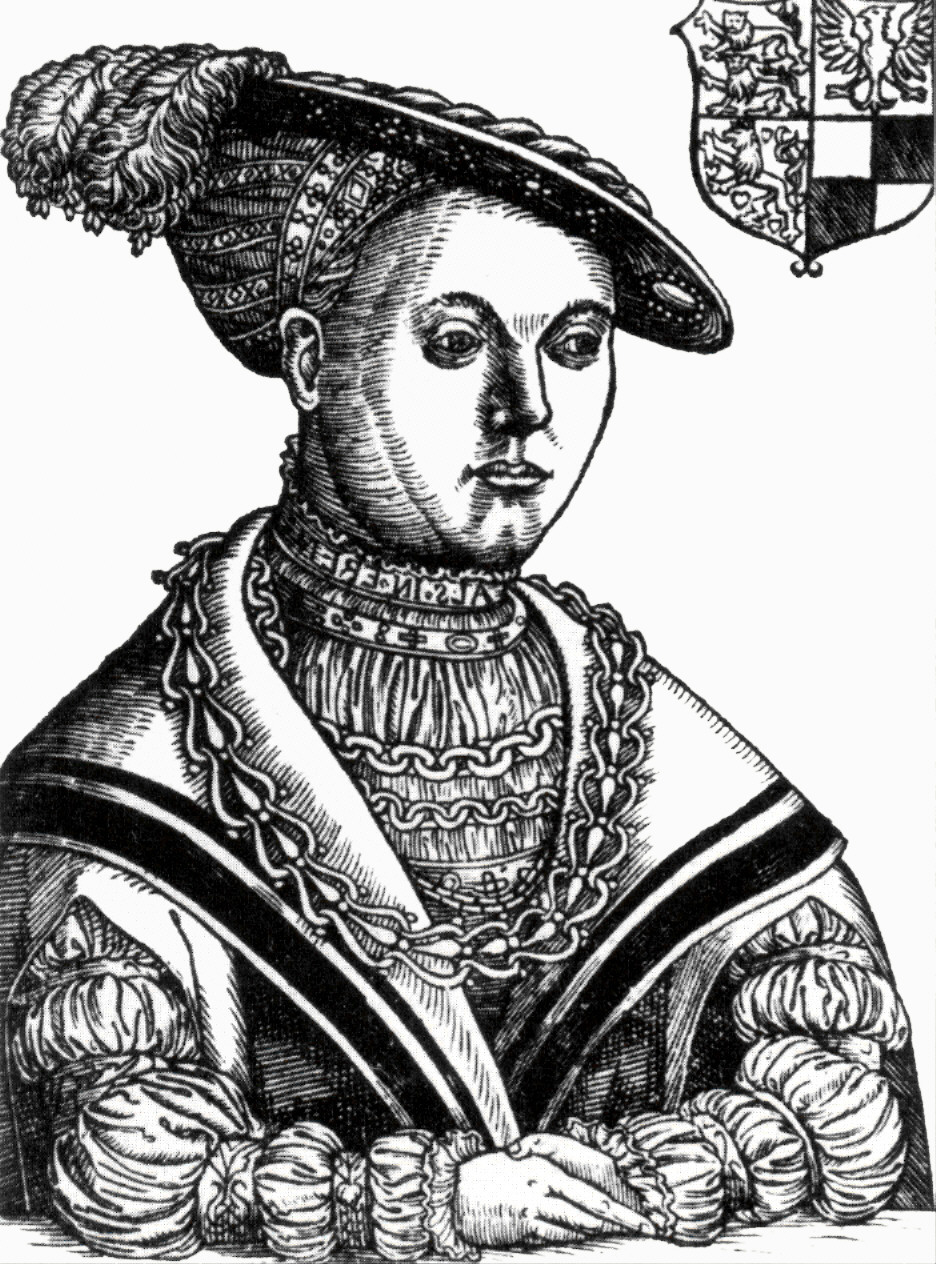
Elisabeth von Brandenburg, Holzschnitt um 1542

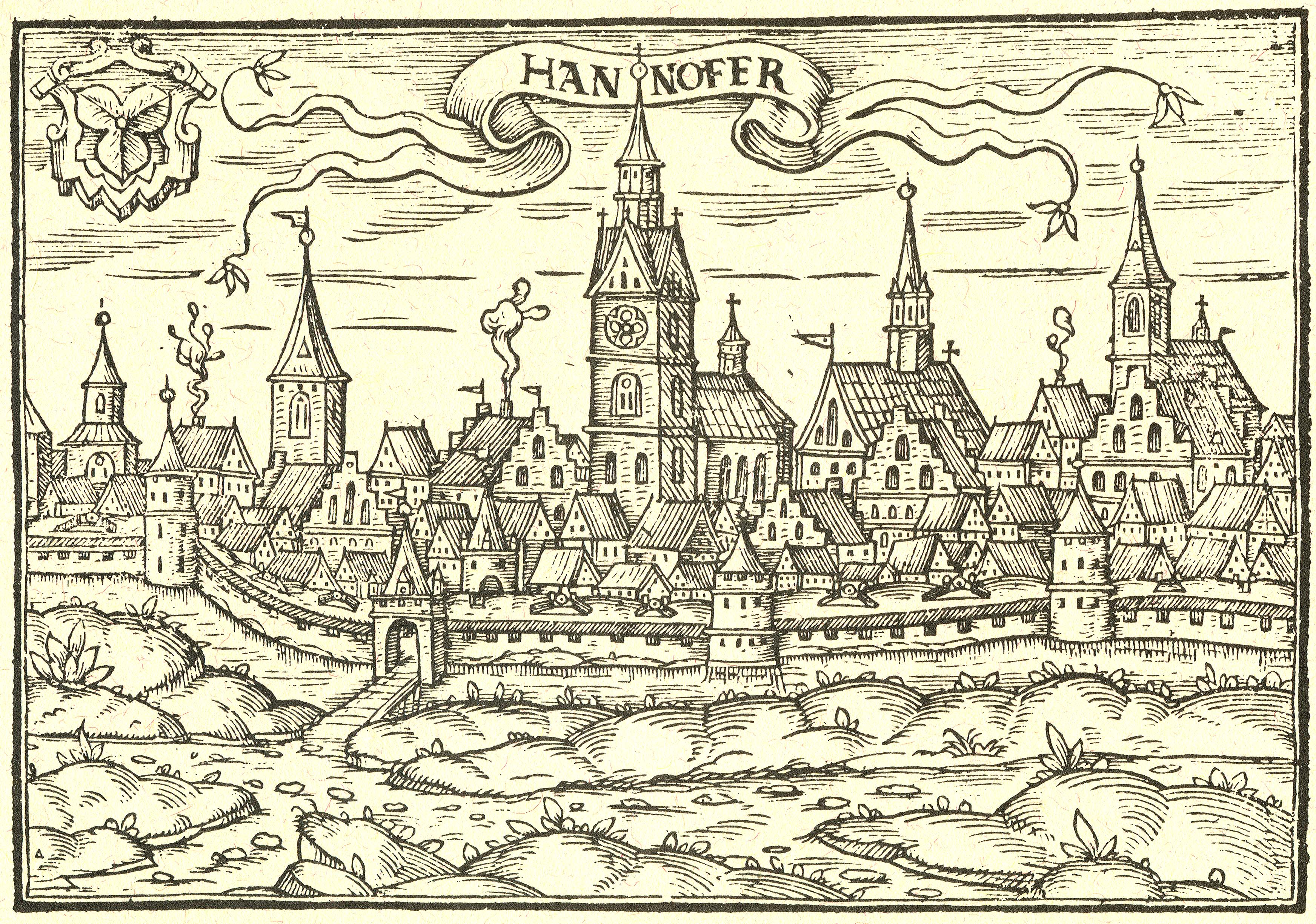
Um 1585: Stadtansicht von Westen, mit dem äußeren und inneren Leintor;
Holzschnitt aus der Chronik von Heinrich Bünting

Im Fürstentum Calenberg übernahm nach Erichs I. Tod 1540 zunächst seine zweite Frau, die seit 1535 zur evangelischen Lehre übergetretene Elisabeth von Brandenburg, die Regierung für ihren noch minderjährigen Sohn Erich II. und setzte mit dem von ihr ernannten Landessuperintendenten Antonius Corvinus die Reformation im Fürstentum durch. Erich II. trat allerdings – obwohl er von seiner Mutter evangelisch erzogen wurde – 1547 zum Katholizismus über. Es gelang ihm aber nicht, die Reformation im Fürstentum rückgängig zu machen. Auch er war selten im Fürstentum anwesend, musste sich mit der Autonomie der Stadt zufriedengeben und bestätigte ihre Privilegien.
Erich II. starb 1584 ohne männliche Erben. Das Fürstentum Calenberg-Göttingen fiel daraufhin wieder an die Wolfenbütteler Linie der Welfen. In dieser Zeit lag das Fürstentum Calenberg mit Hannover eher im Randbereich des welfischen Interesses. Herzog Julius von Braunschweig-Wolfenbüttel bemühte sich aber, die Schulden des Fürstentums abzutragen, und versuchte, nun eine absolute Stellung einzunehmen, womit die Stadt natürlich nicht einverstanden war. Auch sein Sohn Heinrich Julius folgte dem Vater auf seinem Weg und machte sich mit seinen Maßnahmen in der Stadt unbeliebt. Nach dessen Tod übernahm Herzog Friedrich Ulrich von Braunschweig-Wolfenbüttel die Regierung. Dieser überließ die Regierung aber zunächst seinen landständischen Räten. Später regierten de facto sein Bruder Christian, der Bischof von Halberstadt, und die Mutter Elisabeth, die Schwester des Dänenkönigs Christian IV.
In Hannover wurden von 1514 bis 1657 mindestens 30 Personen in Hexenprozessen angeklagt, davon wurden 27 auf dem Scheiterhaufen hingerichtet oder starben im Gefängnis. Letztes Opfer der Hexenverfolgung war Alheit Snur 1648.

### Dreißigjähriger Krieg

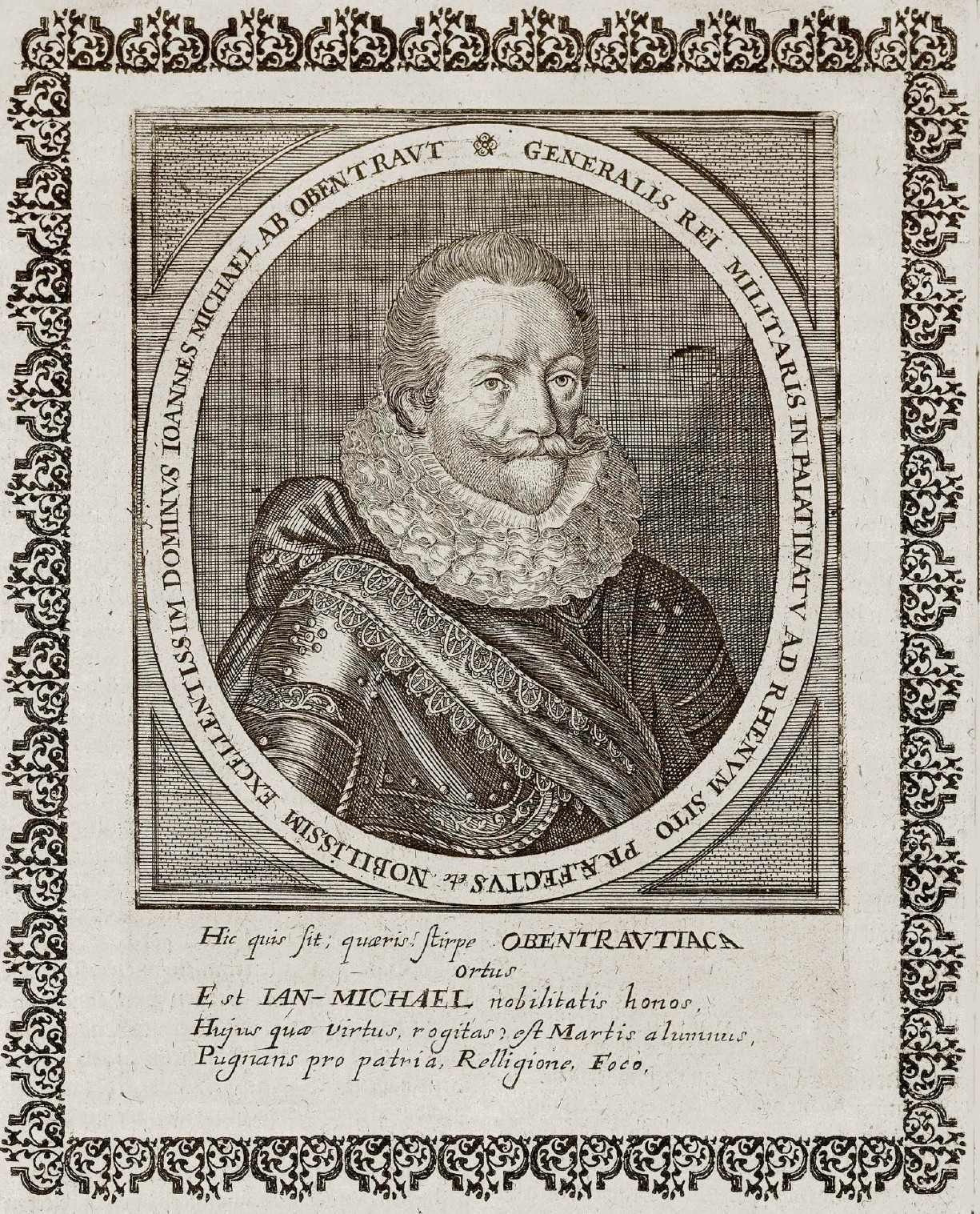
Reitergeneral Obentraut zu Ehren wurde in Seelze, an der Stelle, wo er 1625 gefallen war, ein Denkmal errichtet

Im Dreißigjährigen Krieg holte Friedrich Ulrichs Bruder Christian, der nun auch der „tolle Halberstädter“ genannt wurde, zusammen mit den Dänen den Krieg in das Land. Die katholische Liga unter dem Feldherren Tilly rückte 1625 in das Fürstentum Calenberg vor und besetzte alle Städte Calenbergs außer Hannover. Eine dänische Reiterabteilung unter General Michael von Obentraut wurde bei Seelze von Tilly völlig aufgerieben. Obentraut wurde bereits 1630 mit dem Obentrautdenkmal geehrt, liegt noch heute in der hannoverschen Marktkirche begraben und ging als der „deutsche Michel“ in die Geschichte ein. Vollständig unterlagen die dänischen Truppen unter König Christian IV., der damals Oberkommandierender des Niedersächsischen Reichskreises war, gegen Tilly in der Schlacht bei Lutter am Barenberge im Jahre 1626. Damit war auch die welfische Macht in Norddeutschland gebrochen. Hannover wurde zwar weiter nicht eingenommen, musste sich aber mit großen Zahlungen an die ligistischen Truppen freikaufen, und das Land rings um Hannover wurde weitgehend verheert. Auch die für Hannover lebensnotwendigen Handelskontakte lagen danieder.

### Georg von Calenberg

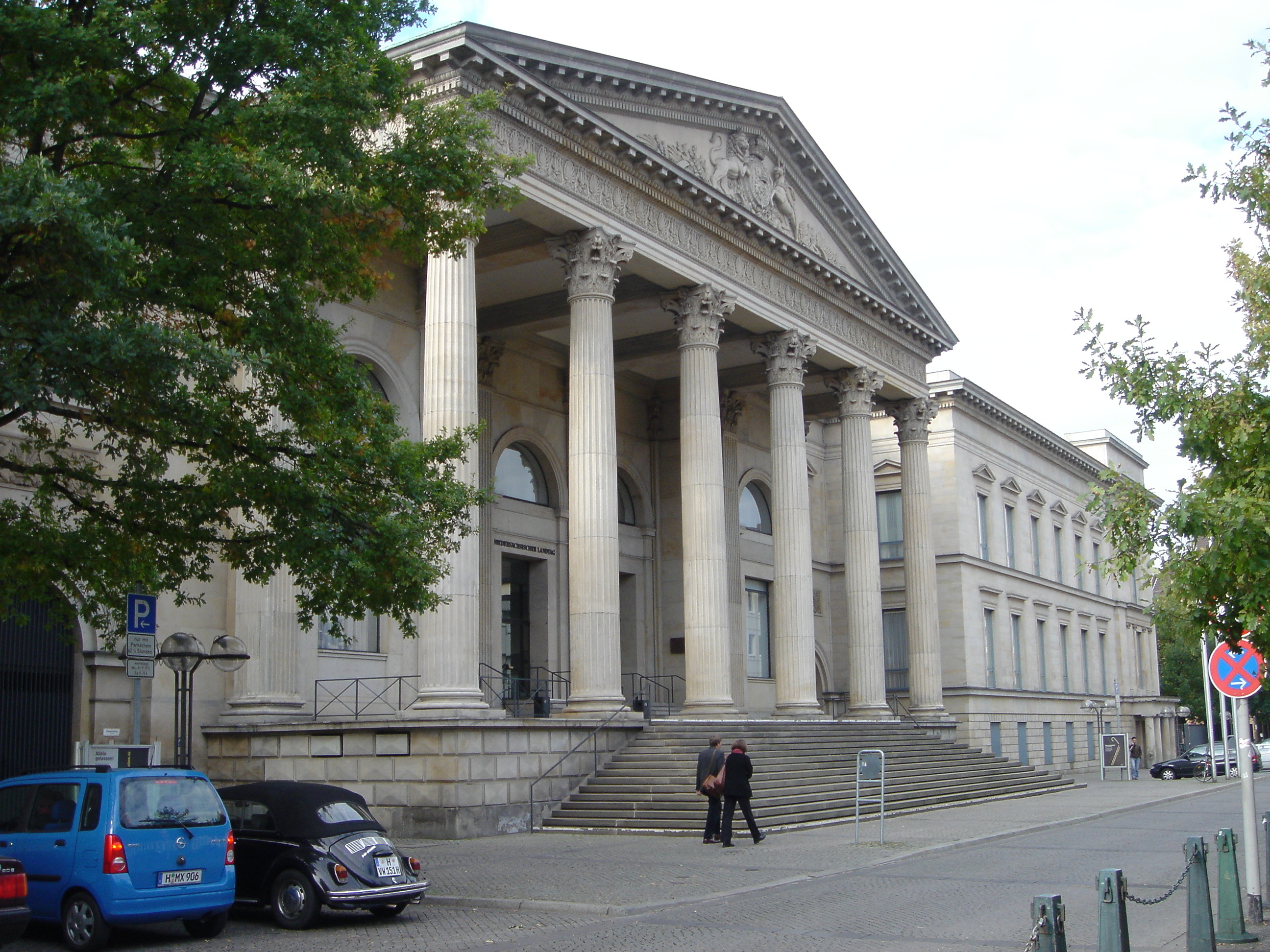
Das Leineschloss wurde für Georg von Calenberg als Residenzschloss errichtet und beherbergt heute nach mehreren Umbauten den Niedersächsischen Landtag

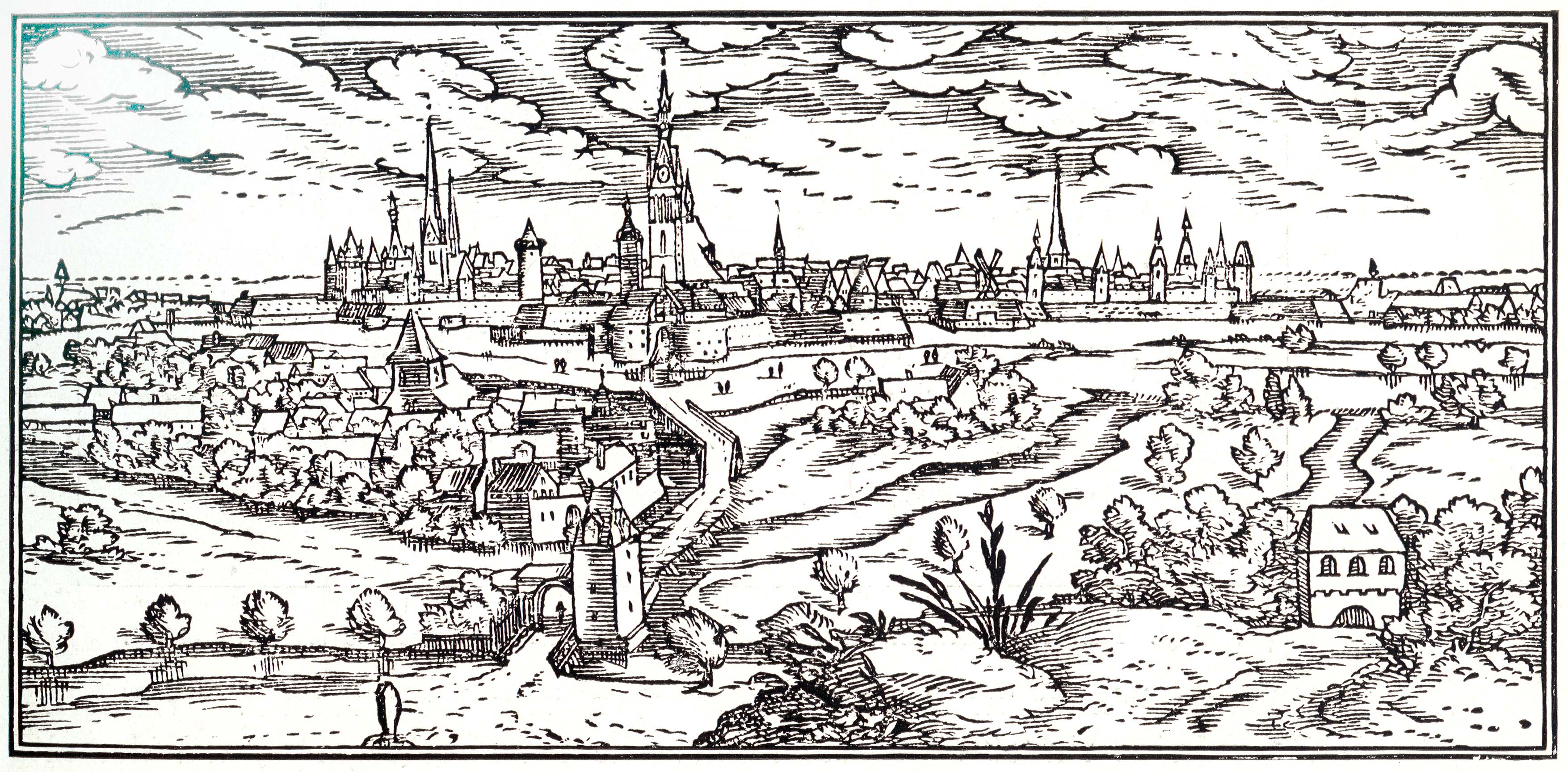
1636: Hannover und die Calenberger Neustadt, gesehen von der Ihmebrücke;
Kupferstich von Elias Holwein

Als Herzog Friedrich Ulrich 1634 kinderlos starb, erlosch mit ihm die das Mittlere Haus Wolfenbüttel genannte Linie der Welfen. Georg aus dem Mittleren Haus Lüneburg erhielt 1636 die Herrschaft in Calenberg-Göttingen zugestanden. Er war im Dreißigjährigen Krieg, der in Deutschland noch bis 1648 toben sollte, als General auf schwedischer Seite erfolgreich und es gelang ihm auch, zunächst noch mit schwedischen Truppen, bis 1637 das Land und vor allem die Städte für die Welfen zurückzuerobern. Zur Sicherung seines als Feldherr eroberten Herrschaftsbereiches residierte Georg zunächst in Hildesheim. Am 16. Februar 1636 zog er aber in das bis dahin im Krieg uneroberte Hannover ein. Rat und Bürger huldigten wie üblich den neuen Landesherren. Georg eröffnete ihnen daraufhin, dass Hannover seine Residenzstadt werden sollte. Die hannoverschen Bürger waren darüber zunächst alles andere als erfreut; Residenzstadt zu sein bedeutete, die weitgehenden politischen Freiheiten zu verlieren. Der Stadt blieb aber nichts anderes übrig, als sich zu fügen, nachdem sie den militärisch erfolgreichen Feldherrn in die Stadt gelassen und ihm gehuldigt hatte. Auch ließ Georg seine Truppen vor der Stadt lagern und später in der Stadt einquartieren.

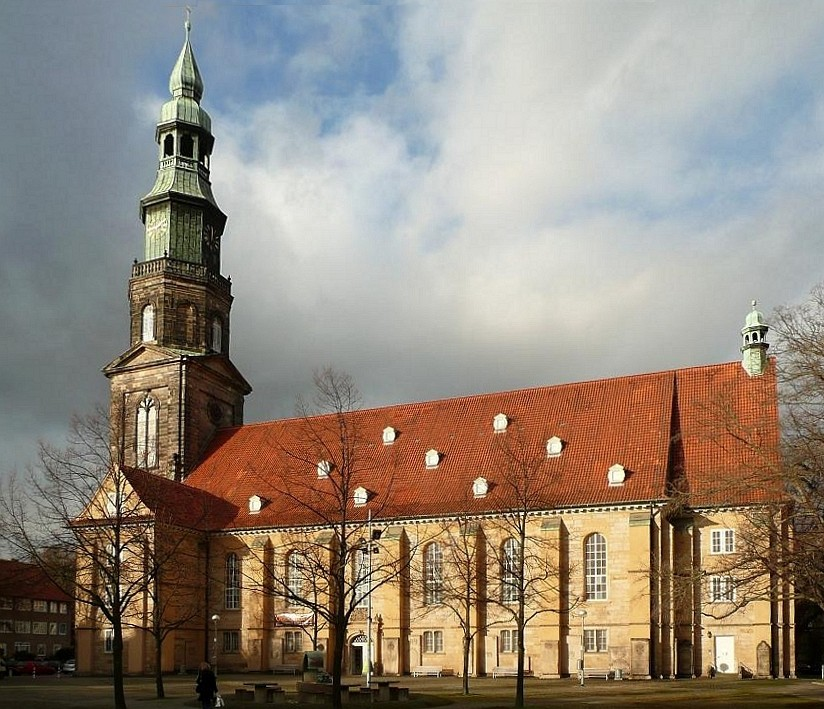
Die ev.-luth. Hof- und Stadtkirche in der Calenberger Neustadt (1666/70)

Schließlich holte Georg auch die Verwaltung von Hildesheim nach Hannover, baute die Stadt zu einer Festung aus, in die er auch die nun planmäßig angelegte Calenberger Neustadt auf dem linken Leineufer vereinte, und ließ das ehemalige Minoritenkloster an der Leine zu einem Schloss umbauen, dem Leineschloss, dem heutigen Landtagsgebäude. Das Schloss war bereits 1640 fertiggestellt. Georg konnte aber nur eine kurze Zeit darin wohnen, bereits 1641 starb er.

## Hannover als Residenzstadt

Ein Modell der Stadt Hannover um 1689

Nach dem Tode Georgs von Calenberg regierten seine vier Söhne nacheinander das Fürstentum Calenberg und residierten in Hannover. Der der ab 1679 regierende jüngste Sohn Georgs, Ernst August, führte die erfolgreiche Politik seines Vaters und seiner Brüder weiter. Er wechselte zur kaiserlichen Seite über und führte entgegen den Bestimmungen seines Vaters das Erstgeburtsrecht ein, wodurch die nunmehr auch „Haus Hannover“ genannte Linie alle welfischen Besitzungen mit der Ausnahme Wolfenbüttels sammeln konnte. 1705 wurde das Fürstentum Calenberg durch Erbgang mit dem Fürstentum Lüneburg vereinigt. Für seine Dienste dem Kaiser gegenüber wurde Ernst August nach langem Ringen 1692 mit der Verleihung der neunten Kurwürde belohnt. Offiziell wurde er nun Kurfürst von Braunschweig-Lüneburg genannt, inoffiziell sprach man aber meist vom Kurfürstentum Hannover oder Kurhannover.
Unter Georgs Nachfolgern wurde der Ausbau der Residenzstadt vorangetrieben und der Absolutismus eingeführt. Nach und nach verlor die Stadt ihre Privilegien und konnte sich gegen den Landesherrn immer weniger durchsetzen. Der Hof und die Anzahl der zur Verwaltung gehörenden Personen wuchsen ständig, die ehemalige Bürgerstadt wurde stetig mehr von der Residenz umgeformt. Als einzige Bürgerpersönlichkeit dieser Zeit beschritt Johann Duve einen selbständigen Weg zwischen den Interessen der Bürger und denen des Hofes. Als Bauunternehmer und Finanzier gilt er als einer der Frühkapitalisten in der Geschichte Hannovers. Während die Bürgerschaft ansonsten immer weniger Akzente in der Stadt setzen konnte, ließ der Landesherr durch Duve weitere Neubauten in der Stadt errichten oder in Anspruch nehmen und auch der Große Garten in Herrenhausen wurde in dieser Zeit als Zeichen absolutistischer Hofhaltung angelegt. Herrenhausen wurde mit dem im Zweiten Weltkrieg zerstörten Schloss zum politischen und kulturellen Mittelpunkt des Fürstentums.
Kurhannover war spätestens nach Erlangung der neunten Kurwürde eine politische „Mittelmacht“ in Deutschland, weshalb nun häufiger hohe Gäste aus dem In- und Ausland in Hannover weilten. Auch das Universalgenie Gottfried Wilhelm Leibniz lebte und wirkte von 1676 bis 1714 als Hofrat und Bibliothekar in Hannover. Insbesondere die Kurfürstin Sophie von der Pfalz, die Ehefrau Ernst Augusts, verstand es, ein geistreiches und festliches Hofleben zu führen. 1701 wurde Sophie mit dem Act of Settlement als einzige noch lebende protestantische Nachkommin der Stuarts zur Anwärterin auf den britischen Königsthron.

## Residenz ohne Kurfürst

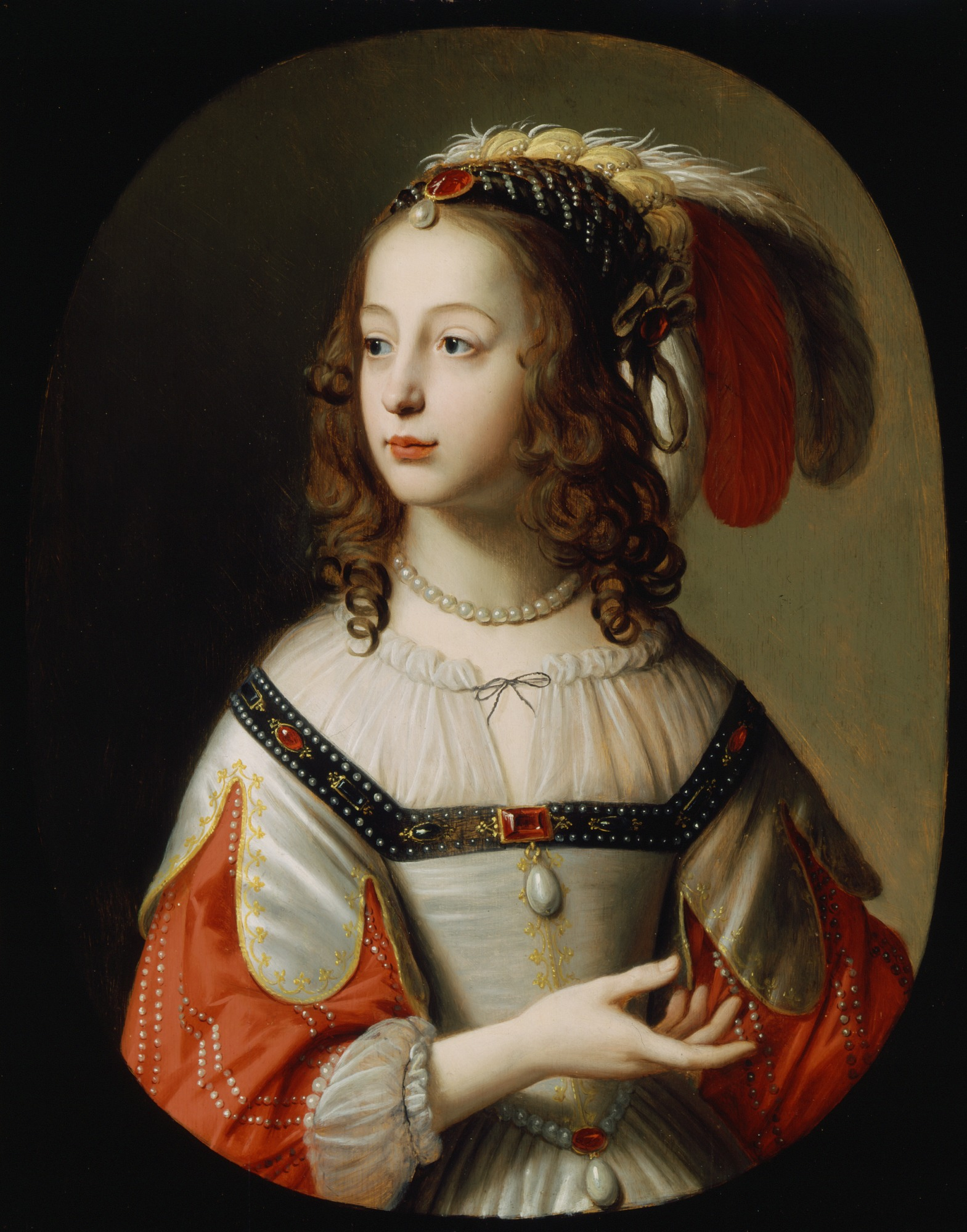
Sophie von der Pfalz ist seit 1701 die Stammmutter der britischen Monarchen

Um 1730: Blick von Südwesten über die Ihme auf Hannover;
Kupferstich von Friedrich Bernhard Werner

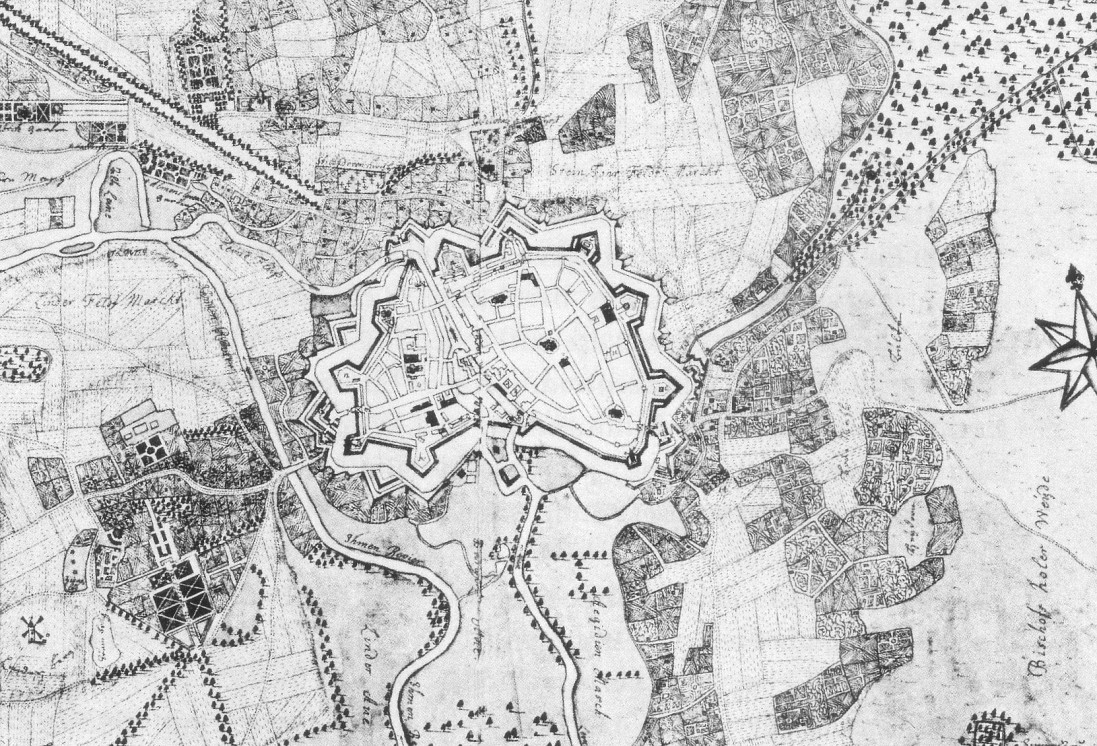
Stadtplan 1731

Kurfürstin Sophie starb am 8. Juni 1714, kurz bevor sie nach dem Tod von Königin Anna am 12. August 1714 den britischen Thron hätte besteigen können. Daher wurde ihr Sohn Georg Ludwig, der Kurfürst von Hannover, als Georg I. britischer König und begründete damit die bis 1837 bestehende Personalunion zwischen Großbritannien und Hannover. Am 11. September 1714 verließ er Hannover in Richtung London; ihm folgte nach und nach Familie und Hofpersonal. Das Kurfürstentum wurde nun von der Deutschen Kanzlei in London aus regiert. In Hannover festigte sich nun in der inneren Verwaltung ein Kreis von Adeligen- und Beamtenfamilien, die zur Regierung zurückgelassen wurden. Diese so genannten „hübschen Familien“ konnten weitgehend das Heft in die Hand nehmen, zumal die Nachfolger von Georg I. immer seltener in die Stammlande kamen. Die Residenzstadt, die in den letzten Jahren stark vom Hof abhängig war, verödete dabei mehr und mehr. Auch Schloss und Garten in Herrenhausen wurden bald nicht mehr genutzt. Diesem Umstand ist es letztlich zu verdanken, dass der Garten nicht mehr zeitgenössisch umgebaut wurde und im ursprünglichen Barockzustand erhalten blieb.
Am Wandel litt am meisten die Neustadt, die noch mehr als die Altstadt von der Residenz geprägt war. In der Altstadt boten sich hingegen auch neue Freiräume. Als prägende Persönlichkeit dieser Zeit sticht Christian Ulrich Grupen, ab 1719 Stadtsyndikus und ab 1725 Bürgermeister, hervor. Er blieb bis zu seinem Tode 1767 Bürgermeister, wobei jährlich die erste und zweite Bürgermeisterstelle wechselte, Grupen aber stets die dominierende Persönlichkeit darstellte. Bereits das Stadtreglement von 1699 hatte die Position des Bürgermeisters gestärkt, Grupen nutze die Freiräume, die der Wegzug des Hofes bot, und vermittelte gleichzeitig zwischen Landesherr und Bürgern. Er wurde so zur unangefochtenen Führungspersönlichkeit in der Altstadt und führte sich den Bürgern gegenüber fast wie ein absolutistischer Herrscher auf. 1747 erreichte er die Genehmigung von König Georg II., eine in den zu vergrößernden städtischen Mauerring einbezogene Vorstadt vor dem Aegidientor zu errichten. Die Siedlung war zwar als Gewerbesiedlung geplant, bereits 1762 waren aber 46 % der Bewohner Hofbeamte und öffentliche Bedienstete. Auch wenn der König meist in Großbritannien Hof hielt, wurde das ökonomische und politische Potential der Stadt weiterhin von der Residenz- und Verwaltungsfunktion geprägt. Trotz aller Versuche Grupens, durch Förderung der Gewerbe die wirtschaftliche Stellung der Altstadt zu heben, scheiterte dies nicht zuletzt am Widerstand der alten Gilden.

### Hannover im Siebenjährigen Krieg
Weil Kurhannover durch die Personalunion seiner Landesherren mit Großbritannien dessen Politik teilen musste, wurde Kurhannover nach über einhundertjährigem Frieden in den Siebenjährigen Krieg einbezogen. Bereits 1755, als sich die Vorboten dieses europäischen Krieges zeigte, verließ König Georg II. eilig Herrenhausen und begab sich ins geschützte Großbritannien. Großbritanniens Verbündeter Preußen, das 1756 durch den Präventivangriff auf Sachsen den Krieg eröffnet hatte, sollte auch Hannover schützen und Frankreich treffen. Frankreich suchte durch die Besetzung Kurhannovers Großbritannien zu schädigen, mit dem es schon länger in Auseinandersetzungen lag. Nach der Schlacht bei Hastenbeck am 27. Juli 1757 stand Hannover den siegreichen französischen Truppen offen und musste als Garnison die Truppen und ein Lazarett aufnehmen. Die Truppen zogen sich im Frühjahr 1758 wieder aus der Stadt zurück, um vor den preußischen Truppen zu weichen. In den folgenden Jahren zogen die Franzosen noch öfters vor die Stadt, konnten sie jedoch nicht wieder einnehmen. Trotz aller Rückschläge war Friedrich II. von Preußen schließlich siegreich und besuchte 1763 die Stadt.

### Franzosenzeit

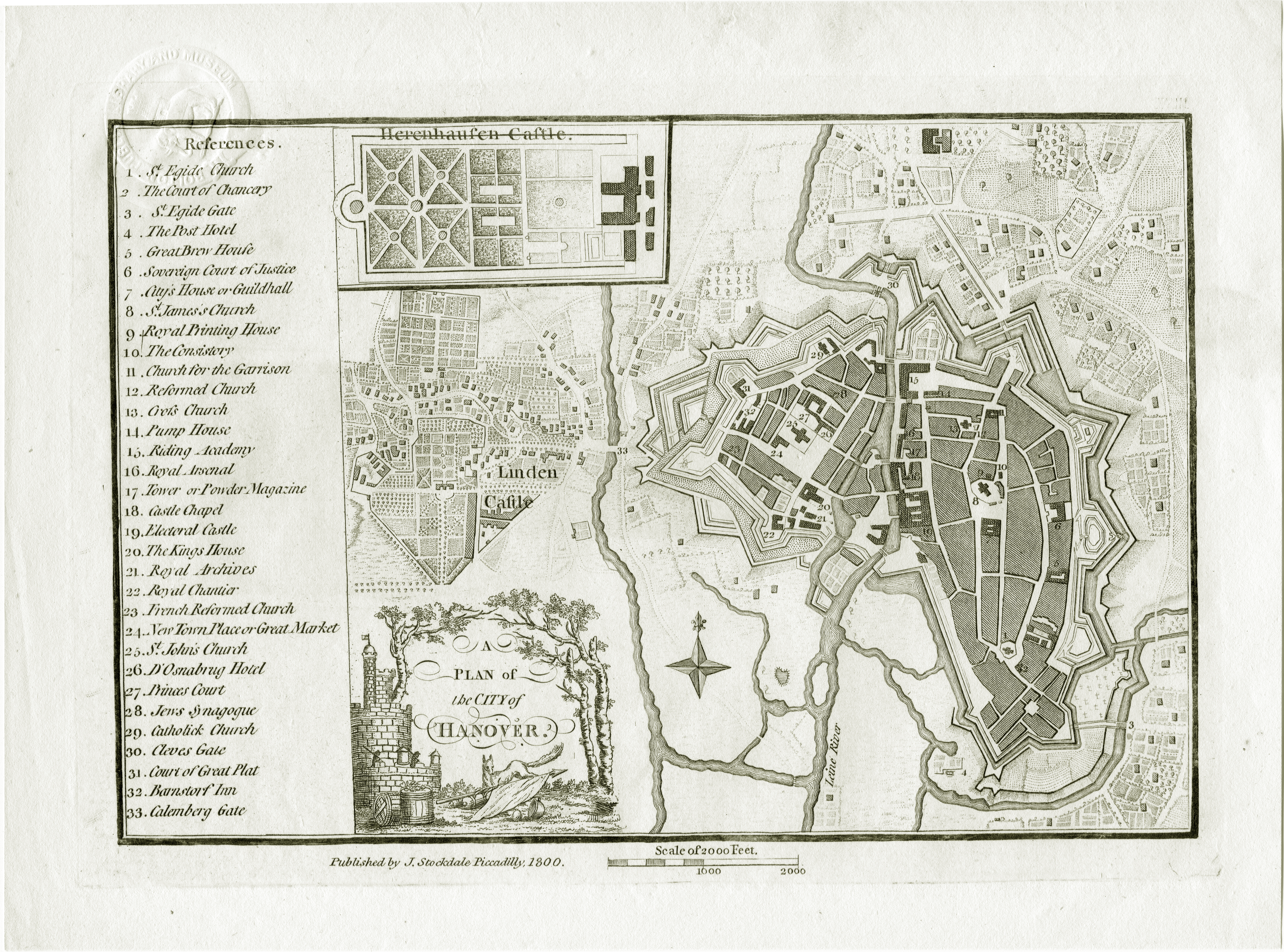
Der von John Stockdale im Jahr 1800 herausgegebene Plan zeigt die Altstadt Hannovers innerhalb der Stadtbefestigung mit der Calenberger Neustadt. Noch außerhalb der Stadt das Dorf Linden, und als Größenvergleich der Große Garten.

Das eng an Großbritannien gebundene Kurhannover sah sich in den Napoleonischen Kriegen wieder einmal als britisches Festlandspfand isoliert. 1803 besetzen französische Truppen erneut das Kurfürstentum fast widerstandslos und marschierten in Hannover ein. Hannover sollte nun für zehn Jahre von fremden Truppen besetzt bleiben. Die französischen Truppen quartierten sich vor allem in der Hauptstadt ein, wobei die Bürger für deren Verpflegung aufzukommen hatten. Im Jahre 1805 waren 2289 Personen und 374 Pferde auf Kosten der Stadt zu versorgen. An den dafür eingegangenen Schulden hatte die Stadt bis weit in die 1850er Jahre zu tragen. Die Franzosen bemühten sich zwar, Kontakt zu den Einwohnern zu bekommen, diese hielten sich aber zurück und kamen nur widerwillig zu den angeordneten Feiern. Auch das 1804 angeordnete Verbot des Schützenfestes erregte den Unmut der Bevölkerung.

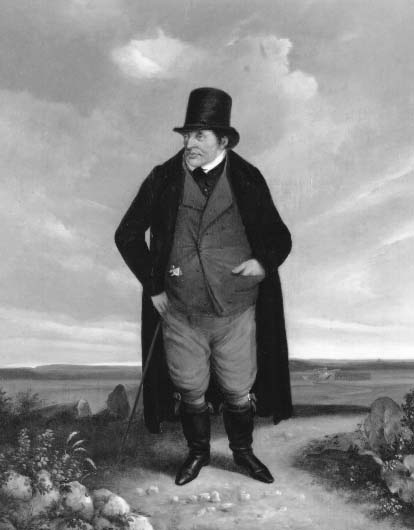
Johann Egestorff, genannt „Kalkjohann“, einer der ersten modernen Unternehmer im Raum Hannover

1805/06 waren für kurze Zeit die Preußen Herren in der Stadt, die aber nach der Niederlage in der Schlacht bei Jena und Auerstedt den Franzosen die Stadt wieder zurückgeben mussten. Die Stadt war nun umso mehr von Einquartierungen und Kontributionen betroffen; die Einwohnerzahl ging zurück und die Wirtschaft stagnierte nicht zuletzt aufgrund der Folgen der Kontinentalsperre, die den Handel lähmte. Ab 1810 gehörte Hannover dem 1807 für Napoleons Bruder Jérôme gegründeten Königreich Westphalen an, dessen Hauptstadt aber Cassel blieb. Hannover war damals Verwaltungssitz (Präfektur) des Allerdepartements. 1809 entstand auf Veranlassung der französischen Besatzungsmacht die Polizeidirektion Hannover.
Der Großteil der Stadt litt unter den hohen Steuern und Abgaben während der Franzosenzeit und konnte nur wenig von den freiheitlichen Rechten profitieren, die die Franzosen mitbrachten. Lediglich Johann Egestorff gelang es in dieser Zeit der Fremdherrschaft, ohne großes Kapital aus dem Nichts heraus den Grund für einen florierenden Wirtschaftsbetrieb zu legen und insofern der erste Industrielle Hannovers zu werden. 1803 pachtete er eine Kalkbrennerei am Lindener Berg. Um den Kalk zu brennen, ließ er im Deister Kohle abbauen. Um Kalk und Kohle auf dem Schiffweg nach Bremen zu transportieren, betrieb er auch an der Lindener Ihme-Brücke einen Stapelplatz in eigener Regie. Bis 1816 betrieb der bald „Kalkjohann“ genannte Egestorff 32 Kalköfen in Linden und den benachbarten Dörfern. Ohne die von den Franzosen verordnete Gewerbefreiheit wäre ein solches Unternehmen nicht möglich gewesen. Die Franzosen verließen erst 1813 nach der Niederlage in der Völkerschlacht bei Leipzig die Stadt und am 4. November konnte Ernst-August, Duke of Cumberland, für seinen Vater, König Georg III., Stadt und Fürstentum wieder in Besitz nehmen. Der jüngste Sohn Georgs, Adolphus Frederick, 1. Duke of Cambridge, wurde später zum Militärgouverneur ernannt und war in der Stadt sehr beliebt.

### Erhebung zum Königreich Hannover, Residenz

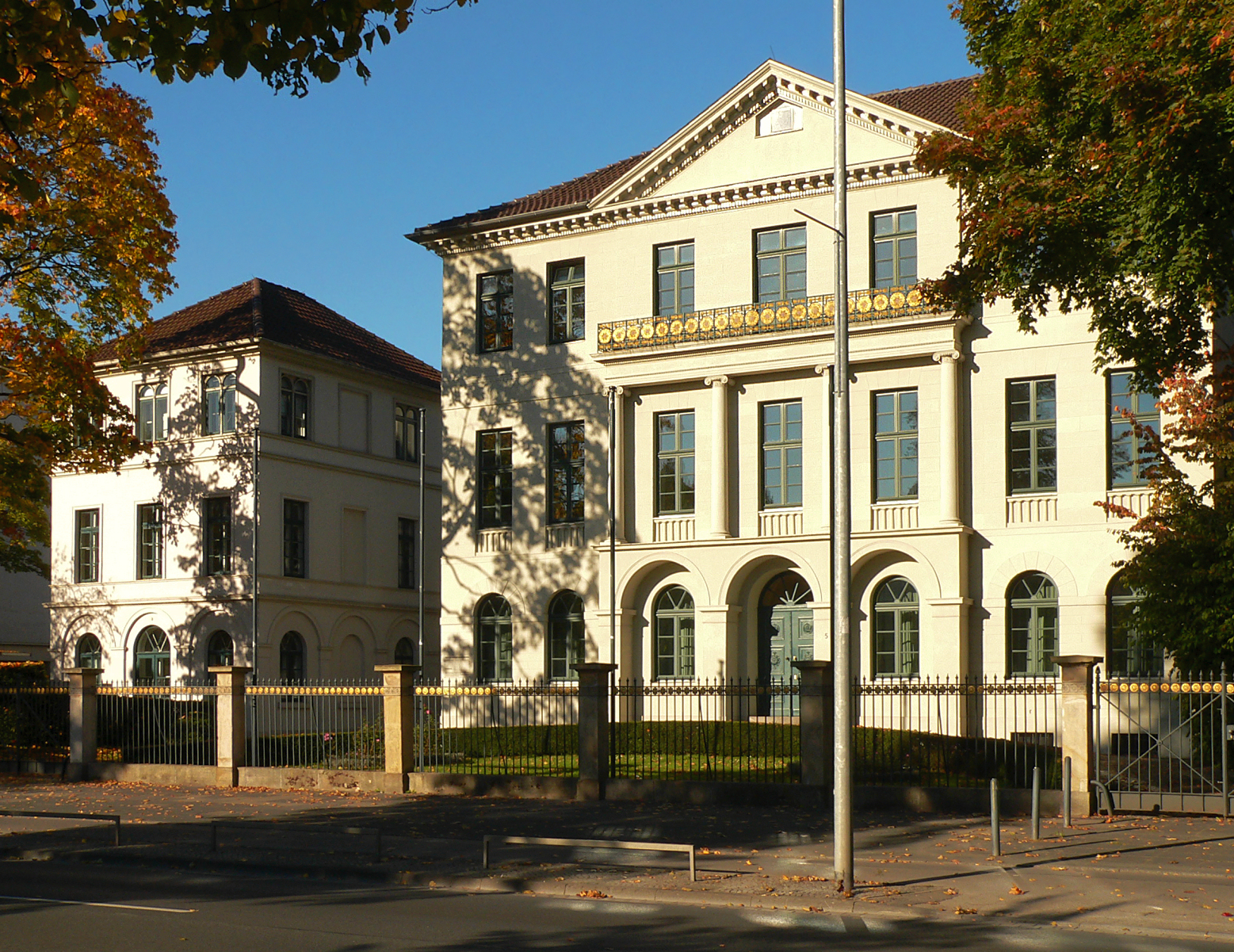
Das Laveshaus ließ der Hofbaumeister Laves für sich selbst als Wohnhaus errichten

Waterlooplatz mit Militärbauten (grün) um 1896

Der Wiener Kongress brachte 1815 für Kurhannover durch das Verhandlungsgeschick des Kabinettsministers für hannoversche Angelegenheiten am Londoner Hof Graf Ernst zu Münster eine beträchtliche territoriale Erweiterung und die Erhebung zum Königreich Hannover, was dort zunächst wenig Eindruck machte. Die Bevölkerung wurde durch die Rückkehr des verbannten Napoleon von der Insel Elba in Furcht versetzt. Sein Versuch, das Blatt nochmals zu wenden, scheiterte aber in der Schlacht von Waterloo, an der hannoversche Truppen unter General von Alten beteiligt waren, die nach der Schlacht im Triumph in Hannover einziehen konnten. Infolge der ständigen Anwesenheit von Adolphus Frederick, 1. Duke of Cambridge, der 1831 zum Vizekönig ernannt wurde, in Hannover, profitierte die Stadt von dem nun ausgebauten Hofstaat. 1816 wurde Georg Ludwig Friedrich Laves zum hannoverschen Hofbaumeister ernannt und prägte mit seinen klassizistischen Bauten das Stadtbild. Zunächst baute er das Leineschloss aus, weitere repräsentative Gebäude folgten. Später schuf er den Waterlooplatz, der gemeinsam mit der Waterloosäule am 18. Juni 1832, dem Jahrestag der Niederlage Napoleons, eingeweiht wurde. Der Waterlooplatz, als Exerzier- und Militärparadeplatz genutzt, entwickelte sich in der ersten Hälfte des 19. Jahrhunderts mit seinen neu entstandenen Militärbauten zum militärischen Zentrum Hannovers. Als König Georg IV. 1821, 66 Jahre nach dem letzten Monarchenbesuch, die Stadt besuchte, wollte Laves einen steinernen Triumphbogen bauen, der Magistrat begnügte sich aber mit einer hölzernen bemalten Ehrenpforte.
Mit der Stadtverfassung von 1824 wurde die bis dahin selbständige, aber schon lange mit der Altstadt verflochtene Calenberger Neustadt mit der Altstadt verbunden und die Justiz von der allgemeinen Verwaltung abgetrennt. Noch vor der Einführung der Gasbeleuchtung in Berlin schloss die hannoversche Stadtverwaltung für die Versorgung mit Leuchtgas einen Liefervertrag mit der Londoner Imperial-Continental-Gas-Association ab, die daraufhin 1825 in der Stadt das erste Gaswerk Deutschlands errichtete.
In dieser Zeit ließen sich immer mehr wohlhabende Hannoveraner in den Gartengemeinden vor den Mauern der Stadt nieder und die Altstadt drohte zu einem Elendsviertel zu werden. Das benachbarte Dorf Linden entwickelte sich währenddessen allmählich zu einer Industriestadt. Beim Tode des Kalkunternehmers Johann Egestorff 1834 waren von den etwa 2500 Einwohnern Lindens 400 in seinen Betrieben beschäftigt. Sein Sohn Georg Egestorff errichtete 1831 in Badenstedt eine Saline und schuf 1835 die Eisen-Giesserey und Maschinenfabrik Georg Egestorff, Vorgänger der 1871 gegründeten Hannoverschen Maschinenbau Actien-Gesellschaft (Hanomag). Um das Gewerbe im Königreich zu stärken, nahm 1831 die Höhere Gewerbeschule ihren Betrieb auf, zu deren erstem Direktor Karl Karmarsch berufen wurde. Ein Handicap für den wirtschaftlichen Aufschwung war, dass es keine Bank in Hannover gab. Erst 1857 wurde die Hannoversche Bank gegründet.
Politisch waren die Zeiten eher ruhig. Die von der Julirevolution von 1830 ausgelösten Unruhen erfassten zwar Göttingen und Osterode, Hannover blieb davon weitgehend unberührt. König Wilhelm IV. folgte Georg IV. 1830 auf den Königsthron. Er brachte mit zwei großen Gesetzwerken den bürgerlichen Liberalismus des Vormärz in Hannover zur Geltung. 1833 trat ein liberales Grundgesetz für das Königreich Hannover in Kraft und durch Ackerreformgesetze wurden die Grundlasten der Bauern abgelöst.

## Unter Ernst-August und Georg V.

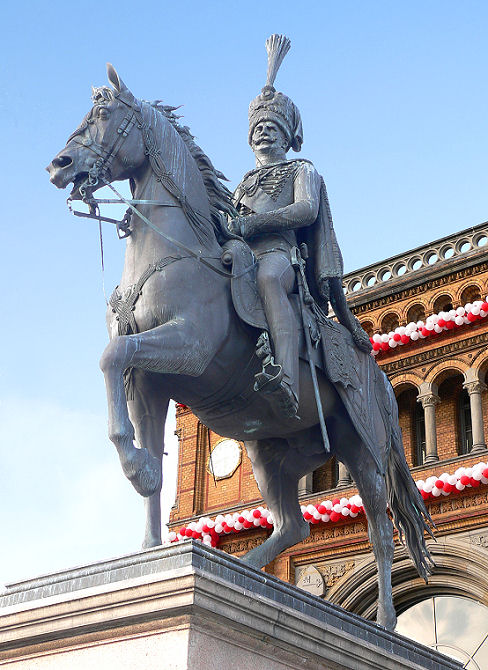
Das 1861 eingeweihte Ernst-August-Denkmal auf dem Vorplatz des Hauptbahnhofs

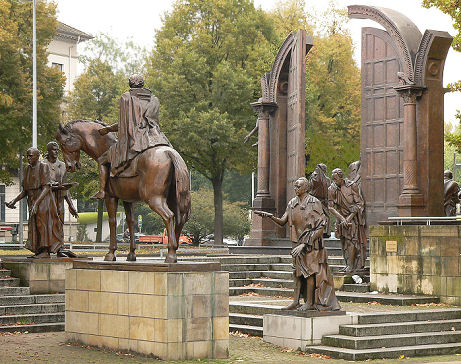
Bronze-Skulptur der „Göttinger Sieben“ in Hannover nahe dem Landtag im Leineschloss

Wilhelm IV. starb 1837 ohne Nachkommen. In Großbritannien trat seine Nichte Victoria die Regierung an, in Hannover waren aber weibliche Thronerben von der Thronfolge ausgeschlossen, solange es noch männliche gab. Daher konnte in Hannover Wilhelms jüngerer Bruder Ernst-August, Duke of Cumberland, den Thron besteigen. Damit endete die Personalunion mit Großbritannien. In die Freude, dass Hannover nach 123 Jahren endlich wieder eine Residenzstadt wurde, mischten sich aber auch Zweifel. Ernst-August galt als erzkonservativ und kompromisslos. Dies sollte sich schon bald bewahrheiten: Am 1. November erklärte er das liberale Staatsgrundgesetz von 1833 für ungültig, gleichzeitig löste er die Ständeversammlung auf und führte die alte oktroyierte Verfassung von 1819 wieder ein. Dieser Akt wurde als Staatsstreich empfunden und rief einen Sturm der Entrüstung hervor. Die protestierenden Professoren aus Göttingen, die Göttinger Sieben, unter ihnen die Brüder Grimm, wurden entlassen und mussten das Land verlassen. Auch der Magistrat der Stadt Hannover protestierte, woraufhin der beliebte Bürgermeister Wilhelm Rumann vom Amt suspendiert wurde und gegen die übrigen Magistratsmitglieder ein Kriminalverfahren wegen Majestätsbeleidigung eingeleitet wurde. 1840 trat ein neues Landesverfassungsgesetz in Kraft, das der konservativen Grundhaltung des Königs entsprach, aber auch Forderungen der Opposition aufnahm.

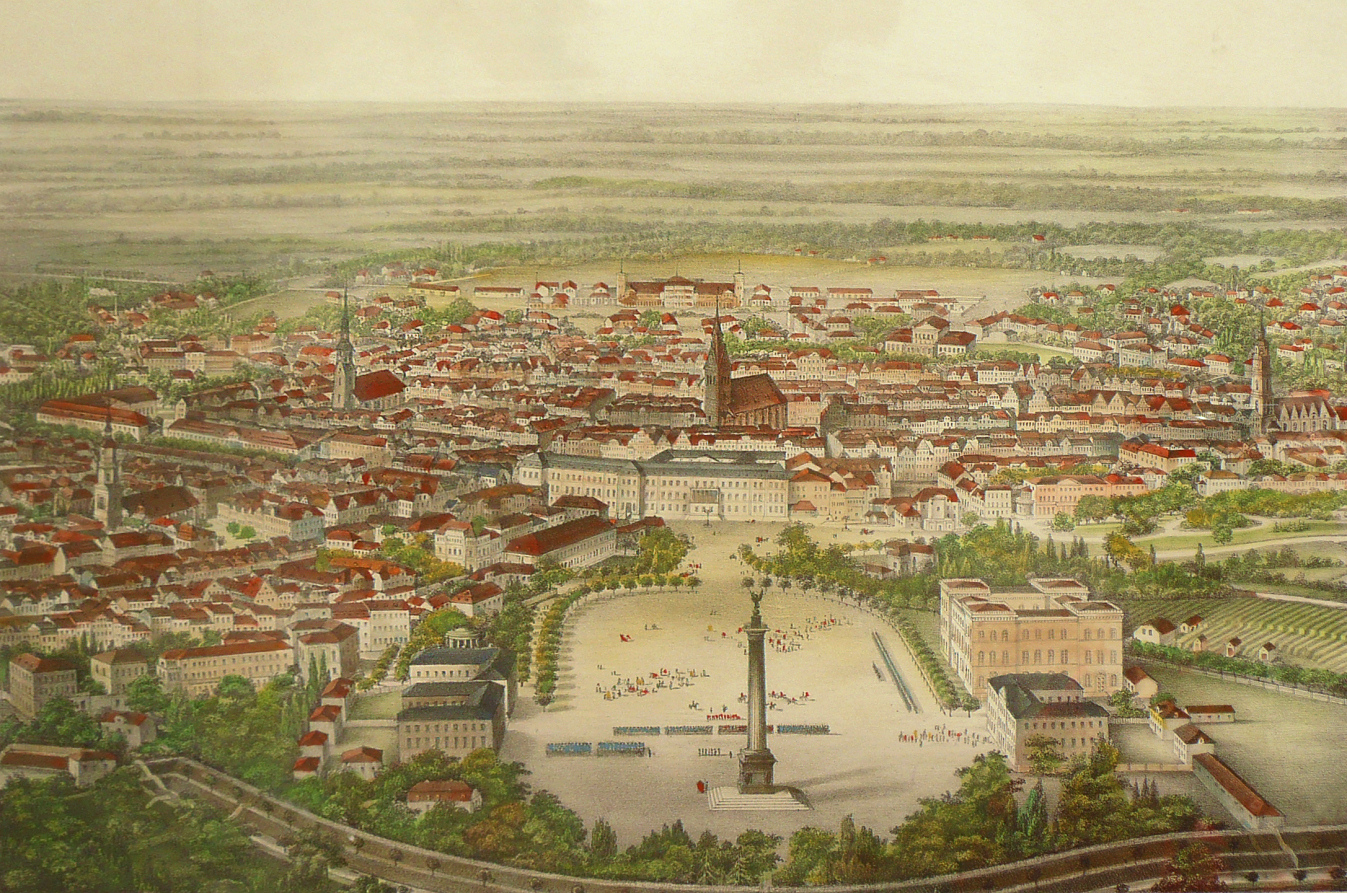
Hannover um 1850: im Vordergrund Waterlooplatz mit Waterloosäule, dahinter Leineschloss, Marktkirche und der 1847 fertiggestellte „Central-Bahnhof“ (heute: Hauptbahnhof)

Während der Regierungszeit von Ernst-August I. wurden die Königlich Hannöversche Staatseisenbahnen geschaffen, die im Oktober 1843 mit einer ersten Strecke nach Lehrte das Eisenbahnzeitalter eröffneten. Der konservative Monarch stand dieser Neuerung zunächst skeptisch gegenüber und ließ sich erst spät von dem Nutzen überzeugen. Als Bahnhof diente zunächst ein Bretterschuppen, den 1847 ein repräsentativer „Central-Bahnhof“ ersetzte. Er wurde östlich der Altstadt errichtet. Nachdem bereits nach dem Siebenjährigen Krieg die dazwischen befindlichen Wallanlagen geschleift worden waren, entwickelte Baumeister Laves einen Bebauungsplan für den neuen Stadtteil zwischen der Georgstraße und der Bahntrasse, der Ernst-August-Stadt genannt wurde und 1847 formell in die Stadt eingemeindet wurde. Zahlreiche Hotels siedelten sich in der Nähe des Bahnhofs an und wollten von dem Strom der Reisenden profitieren. Weg von der Altstadt, in Richtung Ernst-August-Stadt mit der Georgstraße und dem „Café Robby“, dem späteren „Café Kröpcke“, verlagerte sich dann später bis zum Ersten Weltkrieg fast als Selbstläufer der Schwerpunkt des City-Bereichs.
Nutzen brachte der Anschluss an den Eisenbahnverkehr auch der örtlichen Industrie. Die Maschinenfabrik Georg Egestorff, die spätere Hanomag, profitierte in besonderem Maße davon und begann 1846 mit dem Bau von Dampflokomotiven. 1856 hatte das Werk 660 Arbeiter. 1853 wurde die Hannoversche Baumwollspinnerei als eine der ersten Aktiengesellschaften des Königreichs gegründet und hatte 1858 bereits über 1000 Arbeiter.

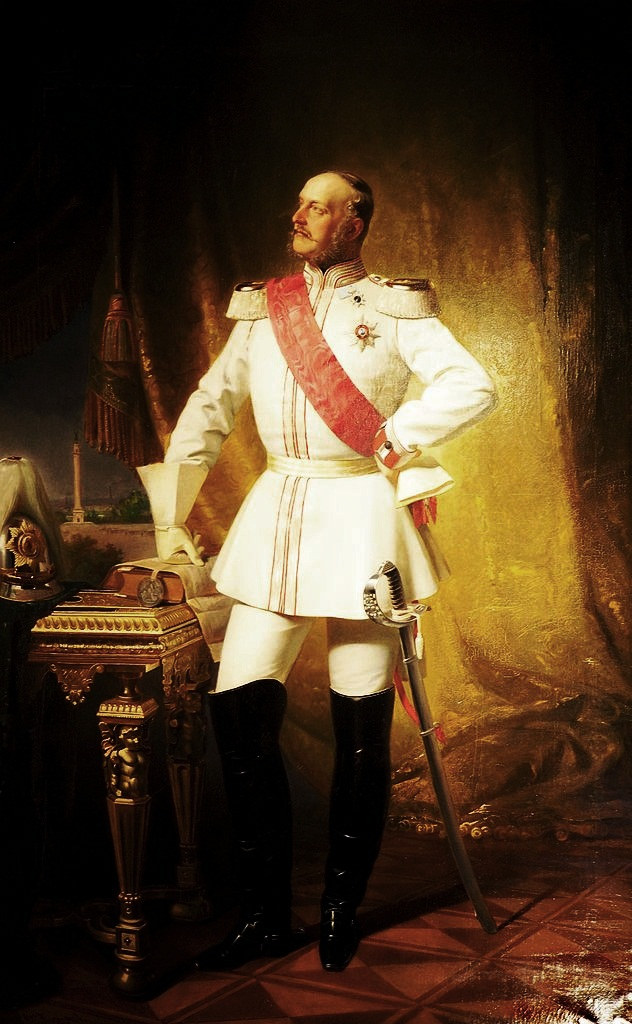
Georg V. von Hannover, letzter König des Königreichs Hannover

Die Märzrevolution von 1848 führte auch in Hannover zu Ausschreitungen und Tumulten. Eine Volksversammlung im Ballhof verabschiedete „Zwölf Forderungen des Volkes an den König“. Auf diese ging Ernst-August auch teilweise ein und gewährte die Aufhebung der Zensur, Koalitionsfreiheit und Amnestie für politische Gefangene. Aus einem aus Schülern der Polytechnischen Schule gebildeten bewaffneten Korps ging eine Bürgerwehr hervor. Ihre Bedeutung schwand in den Jahren der auf die gescheiterte Revolution folgenden Reaktion und schon 1854 wurden der Bürgerwehr die Waffen abgenommen.
Die Bevölkerung der Stadt wusste Ernst-Augusts Kompromissbereitschaft während der kritischen Tage der Märzrevolution zu schätzen und so war er bis zu seinem Tod 1851 durchaus beim Volk beliebt. Sein Sohn Georg V., der bereits in seinem 13. Lebensjahr erblindet war, versprach bei seinem Regierungsantritt, an der liberalen Paulskirchenverfassung von 1848 festzuhalten. Jedoch versuchte er entgegen seinen Versprechen, das Rad zurückzudrehen, und säuberte 1855 die 48er Verfassung von ihren liberalen und demokratischen Inhalten. Viele Bürger wechselten nun in die Opposition und Georg versuchte, mit Hilfe des Polizeipräsidenten Dieterich Wermuth alle politischen Regungen zu unterdrücken. Im August 1862 kam es in der Stadt zu Ausschreitungen gegen die Katechismusverordnung des Königs (Hannoverscher Katechismusstreit). Der preußische Zivilkommissar Hans von Hardenberg behauptete 1866, dass nirgends sonst so viel Politik durch die Polizei gemacht worden sei wie in Hannover unter Georg V. Es gelang Georg aber trotz allem nicht, die Ausbreitung der demokratischen Opposition zu verhindern.

## Hannover wird preußische Provinzhauptstadt

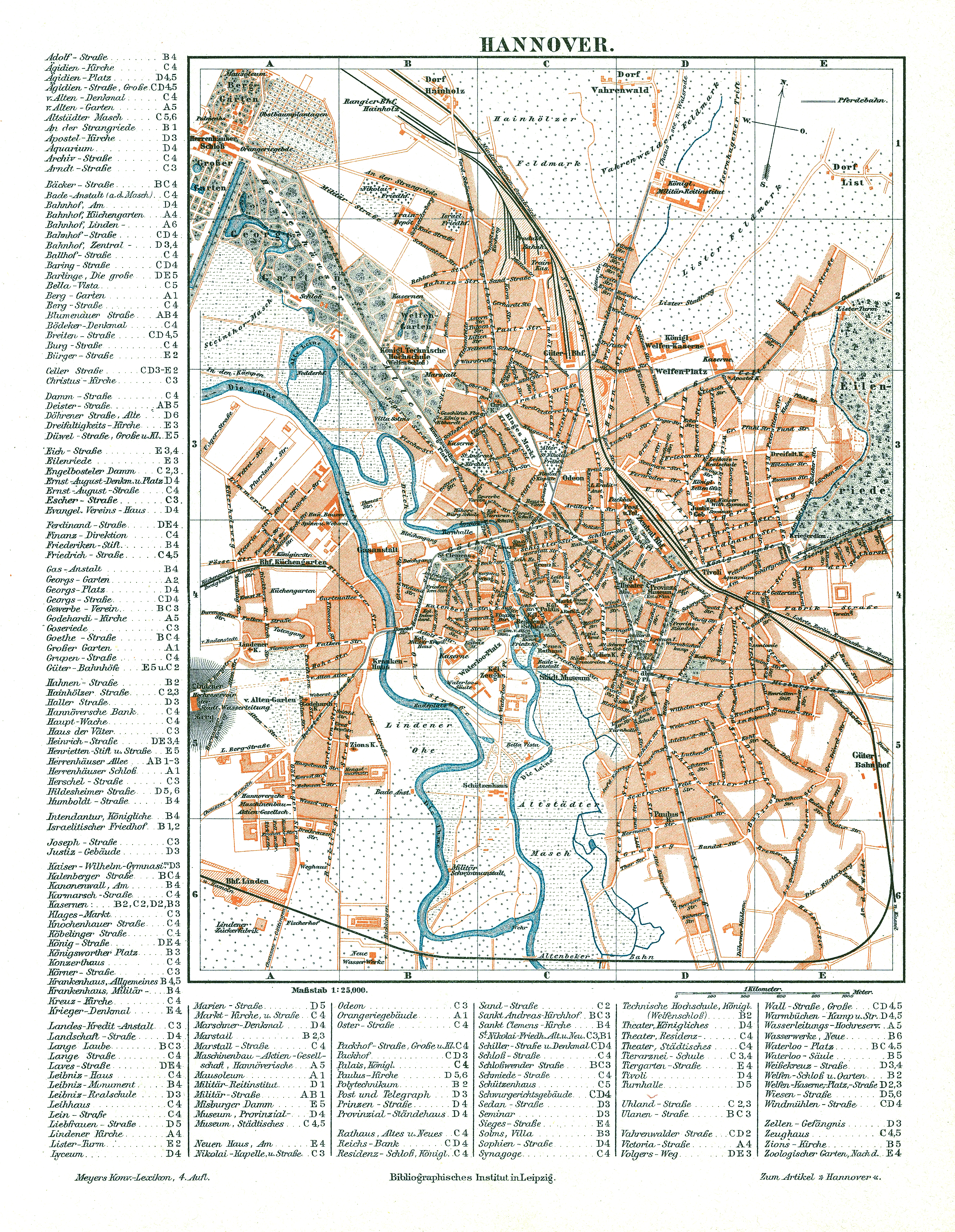
Stadtplan in Meyers Konversations-Lexikon 1888

Die starre Haltung Georgs V. zeigte sich auch im Konflikt um Holstein, der Hannover an der Seite Österreichs in den Krieg gegen Preußen führte. Die Armee Hannovers konnte in der Schlacht bei Langensalza einen Achtungserfolg erzielen, musste jedoch nach kurzer Zeit kapitulieren. Das Königreich Hannover wurde 1866 von Preußen annektiert und zur Provinz Hannover. Georg V. begab sich ins Wiener Exil. Königin Marie folgte später nach.
Hannover war nun zu einer preußischen Provinzhauptstadt geworden. Das kulturelle Leben, das noch unter Georg V. durch die großzügige Förderung der Oper, Theater und Konzerte einen Höhenflug erlebt hatte, erlitt dadurch einen spürbaren Rückschlag. Obwohl es unter der Regierung von Georg V. manchen Anlass zu berechtigter Klage gegeben hatte, blieb die Bevölkerung der Provinzhauptstadt teilweise noch extrem preußenfeindlich; an Widerstand war nicht zu denken, da Hannover von preußischen Truppen besetzt blieb und deren militärische Präsenz allgegenwärtig war. Der heftige und teilweise tumultuöse Wahlkampf zu den Wahlen zum Reichstag des Norddeutschen Bundes 1867 wurde zu einem Votum für oder gegen Preußen stilisiert. Die welfentreue Deutsch-Hannoversche Partei errang im Wahlbezirk Stadt und Landkreis Hannover einen Triumph. Der Staatsminister a. D. Alexander von Münchhausen siegte gegen den nationalliberalen Rudolf von Bennigsen. Bennigsen war der einstige Oppositionsführer in der hannoverschen Ständeversammlung und für die Welfen der meistgehasste Mann nach Bismarck. Die Sozialdemokraten errangen bei den Wahlen 1867 mit 11 % einen ersten Achtungserfolg und konnten im Arbeiterdorf Linden sogar 48 % der Stimmen für sich gewinnen. Erst der Deutsch-Französische-Krieg von 1870/71, der eine Welle den nationalen Begeisterung durch den Sieg bei Sedan auslöste, konnte die starren Fronten zwischen preußischfreundlichen Nationalliberalen und Welfentreuen lockern. Die welfische Deutsch-Hannoversche Partei sah sich seit der Reichsgründung sinkenden Wahlergebnissen gegenüber.

## Gründerzeit

Eng bebautes Altstadtquartier an der Leine um 1896

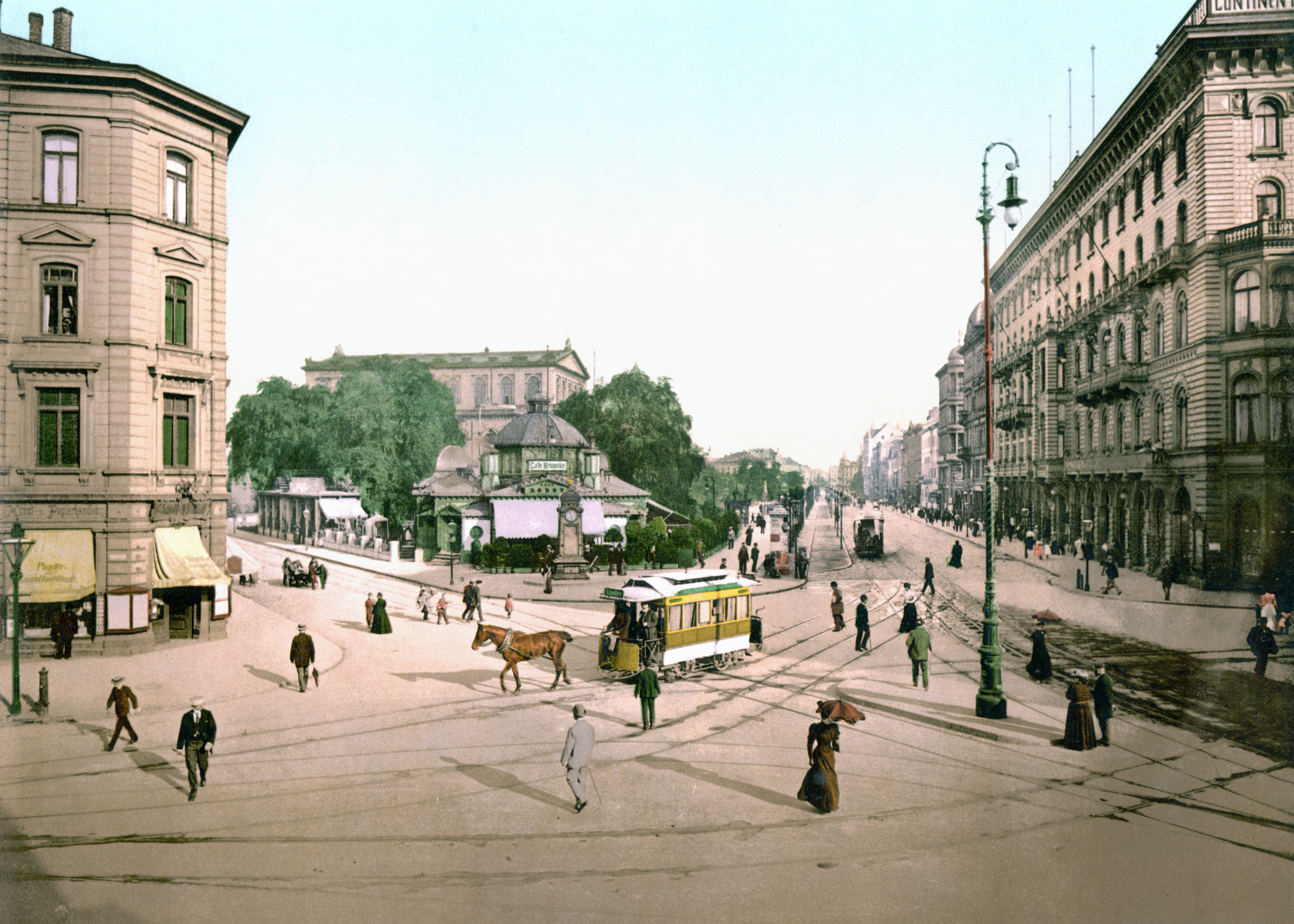
Kröpcke und Georgstraße in der prachtvollen neuen Stadtmitte um 1895

Für die hannoversche Industrie bedeutete der Anschluss an Preußen eine Besserung der Rahmenbedingungen. Die Aufhebung des Zunftzwanges und die Einführung der Gewerbefreiheit förderten das Wirtschaftswachstum und führten auch in Hannover zum Aufschwung der Gründerzeit. Der Anstoß, den der Anschluss an den Eisenbahnverkehr um 1845 gegeben hatte, entwickelte sich fort und bald zählte Hannover zu den führenden deutschen Großstädten. Nachdem die Einwohnerzahl im Jahr 1850 noch ca. 42.500 betragen hatte, verdoppelte sich der Wert in den knapp 20 Jahren bis zur Gründung des Deutschen Kaiserreichs auf 87.600 und stieg bis 1912 auf 313.400 an. Mit der Continental-Caoutchouc- & Gutta-Percha Compagnie wurde die Hauptstadt der Provinz Hannover im Jahre 1871 Sitz eines weiteren Großunternehmens.
Der wirtschaftliche Aufschwung fiel in die Ära des Stadtdirektors Heinrich Tramm. Er wurde 1891 in dieses Amt gewählt und versah es 27 Jahre, während deren er die dominierende Person in Politik und Verwaltung der Stadt war. Eine weitere Persönlichkeit war der Architekt und Unternehmer Ferdinand Wallbrecht, der der baulichen Entwicklung der Stadt im letzten Viertel des 19. Jahrhunderts seinen Stempel aufdrückte. Der Ausbau der zwischen Bahnhof und Eilenriede gelegenen Gebiete litt durch die Bahnübergänge, die bei jeder Zugdurchfahrt durch Schranken geschlossen werden mussten. Um die Eisenbahnstrecke höher zu legen und die Straßen darunter durch zu führen, musste 1872 der Bahnhof abgerissen und neu errichtet werden. Um auch Linden direkt mit dem Bahnhof zu verbinden, wurde von Ferdinand Wallbrecht ein Durchbruch durch die Altstadt vorgenommen und die Bahnhofstraße durch die neuangelegte Karmarschstraße verlängert. Wegen dieser Umbaumaßnahmen mussten zahlreiche Gebäude der Altstadt abgerissen werden. Zur weiteren Bewältigung des Verkehrs wurde ab 1872 eine schienengebundene Pferdebahn betrieben. Hieraus entstand 1892 die Straßenbahn Hannover AG, die das gesamte Netz zwischen 1893 und 1903 auf elektrischen Betrieb umstellte.
Überall in der Stadt kam es um die Jahrhundertwende zu einer umfangreichen Bautätigkeit. Aufgrund des starken Bevölkerungswachstums mussten vor allem Wohnhäuser in großer Anzahl angelegt werden. Aber auch die stark angewachsene Stadtverwaltung brauchte ein größeres zentrales Gebäude. Nach einem Architektenwettbewerb begann man 1901 den Bau des Neuen Rathauses nach den Plänen des Berliners Herrmann Egert. Der Bau wurde erst 1913 abgeschlossen.
Das vor den Toren der Stadt gelegene Linden, das „größte Dorf Preußens“, hatte 1875 über 20.000 Einwohner. Die dörfliche Verfassung Lindens war den Verhältnissen längst nicht mehr angemessen. Hannover scheute die Eingemeindung aufgrund der sozialen und strukturellen Probleme, mit denen Linden zu kämpfen hatte. 1884 wurde Linden daher zu einer selbständigen Stadt erhoben; zum ersten Stadtdirektor wurde der hannoversche Senator Georg Lichtenberg berufen. Die Zeit des ungeregelten Wachstums war damit zu Ende, der weitere Ausbau Lindens folgte einer geregelten Stadtplanung. Bis 1913 wuchs die Bevölkerung hier auf 86.500. Die industrielle Entwicklung stagnierte in Linden gegen 1890 und um 1900 hatte jeder vierte Lindener seinen Arbeitsplatz in der größeren Nachbarstadt. Zudem war in Linden der Vorrat an Gewerbeflächen erschöpft, so dass nun andere hannoversche Vororte wie die List davon profitierten und Industrie und Gewerbe anzogen.
Abgesehen von Linden kam es zu einer Reihe größerer Eingemeindungen in Hannover. 1891 griff Hannover nach Norden aus und gemeindete Hainholz, List, Vahrenwald und Herrenhausen ein. 1907 folgten Stöcken, Groß-Buchholz und Klein-Buchholz, Bothfeld, Lahe, Kirchrode, Döhren und Wülfel. Marienwerder wurde 1928 eingemeindet. Nach Linden wurden 1909 Limmer, Davenstedt, Badenstedt, Bornum und vier Jahre später Ricklingen eingemeindet.

Die Einwohnerentwicklung von Hannover zeigt einen deutlichen Anstieg in der Kaiserzeit um 1870

Die soziale Struktur von Hannover und Linden wurde durch die Industrialisierung gravierend verändert. Die Arbeitnehmerschaft wurde zur mit Abstand stärksten gesellschaftlichen Gruppe. Das Militär bewahrte in der Garnisonsstadt Hannover zwar weiterhin seine zahlenmäßige Stärke, fiel aber anteilsmäßig zurück.
Nachdem die Leine ihre Bedeutung als Schifffahrtsweg verloren hatte, war es für Hannover wichtig, an den Mittellandkanal als Ost-West-Schifffahrtsweg angeschlossen zu werden. 1906 begannen die Bauarbeiten dafür.
Der Ausbau des Lindener Hafens, der über den Stichkanal Hannover-Linden die Industriegebiete Lindens mit dem Kanal verband, begann 1914. 1916 war das Kanalstück von Minden nach Hannover fertiggestellt. Ab 1907 wurde auf der Vahrenwalder Heide ein Flugfeld in Betrieb genommen, auf dem um 1900 Karl Jatho Flugversuche durchführte.
Durch das starke Bevölkerungswachstum bedingt, mussten während der Gründerzeit zahlreiche neue Schulen errichtet werden. 1879 wurde aus der Polytechnischen Schule die Königlich Technische Hochschule mit ihrem neuen Hauptsitz im Welfenschloss. Die in der Tradition der 1778 gegründeten „Roßarzney-Schule“ stehende Königliche Tierarzneischule wurde 1887 zur Tierärztlichen Hochschule.

## Hannover im Ersten Weltkrieg
Hannover war im Deutschen Kaiserreich eine wichtige Garnisonsstadt geblieben. Paul von Hindenburg, der in den 1870er Jahren in Hannover als preußischer Besatzungsoffizier stationiert war, wählte 1911 als Ruheständler Hannover zum Wohnsitz. Zu Beginn des Ersten Weltkrieges wurde er wieder reaktiviert. Die Bevölkerung der Stadt, die den Kriegsbeginn 1914 zunächst euphorisch gefeiert hatte, brachte ihm und seiner Frau einen Huldigungszug dar. Wie andernorts meldeten sich in Hannover mehr Freiwillige, als man zunächst benötigte. Darunter war auch der 48-jährige Schriftsteller Hermann Löns, der im September 1914 bei Reims fiel. Die bei Kriegsbeginn einsetzende Hochkonjunktur verursachte einen starken Arbeitskräftemangel. Insbesondere die Hanomag verdoppelte als Rüstungsproduzent ihre Belegschaft zu Kriegsbeginn.
Die anfängliche Euphorie wich bald einer Ernüchterung. Es stellten sich ernste Versorgungsschwierigkeiten ein, die Ernährungskosten stiegen bis 1916 um über 100 Prozent. Zur Gewinnung von Bunt- und Edelmetallen wurden Sammlungen durchgeführt, Kirchenglocken beschlagnahmt und auch das Kupferdach der erst 1914 fertiggestellten Stadthalle wieder demontiert.

## Weimarer Republik

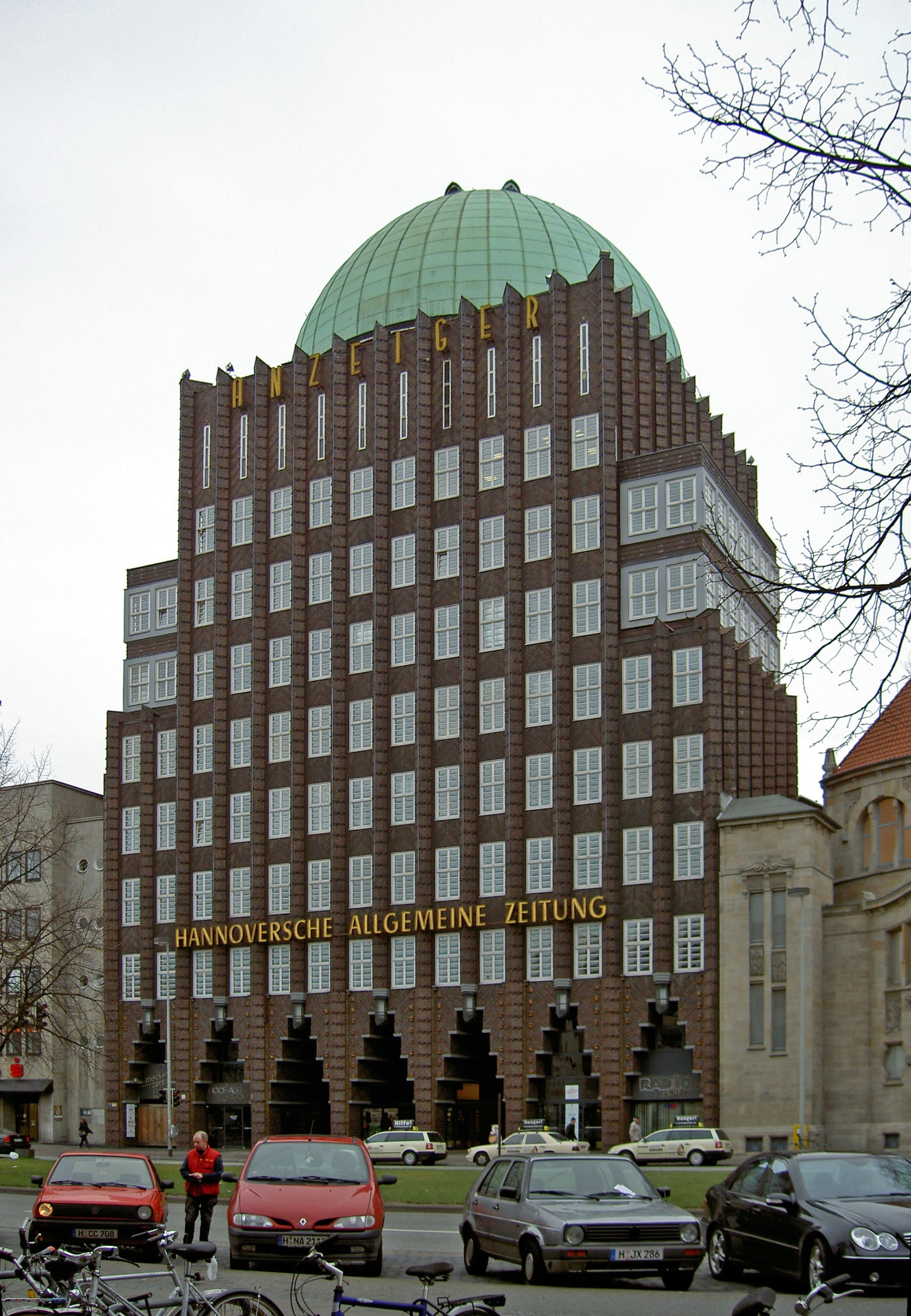
Das Anzeigerhochhaus wurde 1927/28 als eines der ersten Hochhäuser Deutschlands errichtet

Von der Novemberrevolution 1918 wurde Hannover aufgrund seiner verkehrsgünstigen Lage schnell erfasst. Am frühen Morgen des 7. November zogen 1000 Mann, hauptsächlich zugereiste Marinesoldaten, vom Bahnhof Richtung Innenstadt und befreiten zunächst die Militärgefangenen aus dem Gefängnis in der Alten Celler Heerstraße. Daraufhin fiel den aufständischen Soldaten die Macht in der Stadt fast kampflos zu. Gemeinsam mit der örtlichen SPD bildeten sie den „Vorläufigen Arbeiter- und SoldatenratArbeiter- und Soldatenrat“. Da deren Programm wenig radikal war, bildete sich bald als eine Art „Gegenrat“ der „Unabhängige Soldatenrat“, der wesentlich radikalere Forderungen aufstellte, die dann teilweise in einem gemeinsamen Papier übernommen wurden. Der langjährige konservative Stadtdirektor Tramm hatte sich am 7. November nach Berlin abgesetzt. Im Zuge der Novemberunruhen wurde der Sozialdemokrat Robert Leinert Bürgermeister, im Übrigen blieb der Magistrat der Stadt unverändert. Damit war der Krieg in Hannover am 13. November praktisch beendet. Bei den Wahlen zur Nationalversammlung und zum Preußischen Herrenhaus konnte die nun etablierte SPD in Hannover und Linden jeweils die absolute Mehrheit erringen.
Das Ende des Krieges wurde nicht als Erlösung empfunden, der Waffenstillstand 1918 bedeutete weiterhin Hunger, Not und Entbehrung. Stärker noch als anderswo in Deutschland gab es in Hannover nach dem Krieg eine gravierende Wohnungsnot: 1919 wurden in Hannover 1251 Obdachlose gezählt, 1921 waren es 7.768 und 1923 gar 28.727. Dem stand in der Zeit von 1919 bis 1922 ein Zuwachs um lediglich 445 Wohnungen gegenüber. Die Arbeitslosigkeit war zwar zunächst durch die Demobilisierung und die Umstellung von Kriegs- auf Friedenswirtschaft gestiegen, ging jedoch wegen der gesteigerten Nachfrage von Industriegütern als Folge des Nachholbedarfes im Inland schon bald fast auf Vollbeschäftigung zurück. Die erste Nachkriegskonjunktur wurde aufgrund der Hyperinflation 1922/23 von einer tiefen Depression abgelöst. Als das Geld immer schneller an Wert verlor, war Hannover aufgrund seiner günstigen Verkehrslage ein Zentrum von Tausch-, Schieber- und Schwarzmarktgeschäften.
Die Anfangsjahre der Weimarer Republik blieben politisch in Hannover unruhig. Im Juli 1920 streikten die Eisenbahner für bessere Löhne. Die Situation eskalierte, als die Eisenbahnverwaltung Studenten der Technischen Hochschule als Streikbrecher einsetzte. Es kam zu Schießereien; über Hannover, Linden und Leinhausen, wo sich das Eisenbahnausbesserungswerk befand, wurde der Belagerungszustand verhängt.
Zum 1. Januar 1920 kam es zur Eingemeindung Lindens, wo ein Großteil der hannoverschen Arbeitnehmerschaft wohnte. Linden lag in der Nähe des hannoverschen Stadtzentrums und war seit 1899 an das hannoversche Wasserwerk angeschlossen. Die Eingemeindung geschah gegen den erbitterten Widerstand der konservativen Bürgervorsteher und konnte erst durch die Ereignisse von 1918/19 und den Abgang des konservativen Oberstadtdirektors Tramm, einem strikten Gegner der Eingemeindung, durchgesetzt werden. Die Einwohnerzahl von „Groß-Hannover“ stieg damit schlagartig um 83.000 auf 411.500, wodurch die Stadt bei den größten deutschen Städten auf Platz neun vorrückte.
Der Kapp-Putsch vom 13. März 1920 wurde in Hannover mit der Ausrufung eines Generalstreikes beantwortet. Teile der Arbeiterschaft lieferten sich Straßengefechte mit der Reichswehr. Der von der Arbeiterschaft gebildete „Aktionsausschuss“ war zwischen der gemäßigten SPD und den radikaleren Parteien USPD und KPD zerstritten. Nachdem der Kapp-Putsch am 17. März reichsweit zusammengebrochen war, wurde in Hannover am 19. März die Arbeit in den Betrieben wieder aufgenommen. Der nächste größere Streik der Straßenbahner im Sommer und Herbst 1920 wurde einer der längsten Arbeitskämpfe, die Hannover während der Weimarer Republik erlebt hatte. Er begann am 30. Juli und wurde am 6. Oktober durch einen Schiedsspruch des Reichsarbeitsministeriums beendet.
Nach dem Kapp-Putsch verlor die SPD teilweise die Gunst der Wähler, bei der Kommunalwahl 1924 musste sie eine Niederlage hinnehmen. 1925 wurde bei der Oberbürgermeisterneuwahl der Sozialdemokrat Leinert abgewählt und durch den politischen Ziehsohn Heinrich Tramms, Arthur Menge, ersetzt. Er gehörte dem konservativen „Ordnungsblock“ an und äußerte häufig seine Devise „Politik gehört nicht aufs Rathaus“.

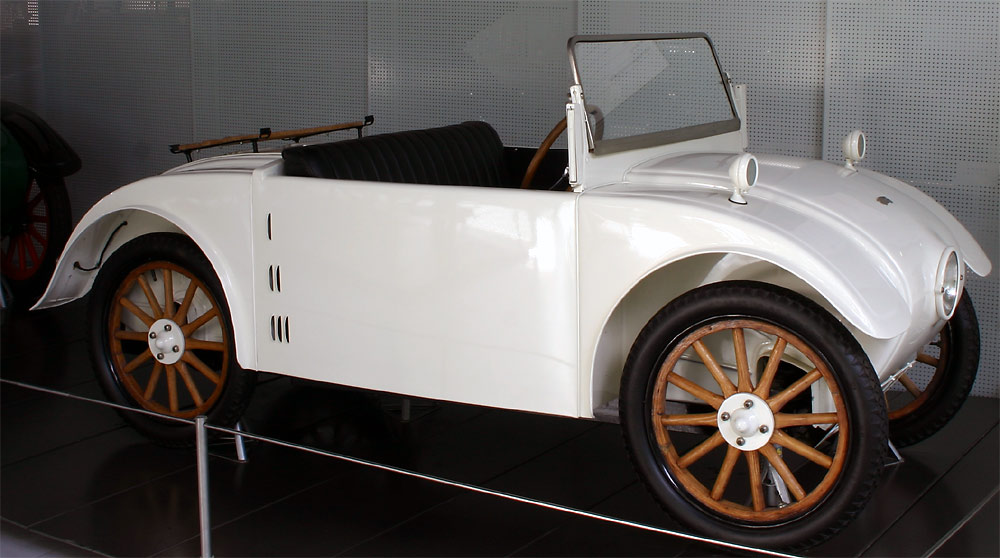
Das „Kommissbrot“: der Kleinwagen Hanomag 2/10 PS wurde ab 1925 von der Hanomag am Fließband hergestellt.

In den Goldenen Zwanzigern zwischen 1924 und 1928 fasste die hannoversche Industrie wieder Tritt. Es kam zur Konzentration von Kapital und Produktionen. Der Umsatz hannoverscher Betriebe stieg und sie brachten neue Produkte wie den Hanomag Kleinwagen auf den Markt. Für viele Einwohner blieb die wirtschaftliche Lage dagegen nach 1923 katastrophal. Die Wohnungsnot war immer noch gravierend und es kam kaum zu ausreichendem Wohnungsneubau. In den Kasernen am Welfenplatz entstanden Notunterkünfte und am Tönniesberg eine primitive Siedlung aus ausrangierten Eisenbahnwaggons. In diesem Chaos fiel es zunächst gar nicht auf, dass der Serienmörder Fritz Haarmann in der Stadt sein Unwesen trieb. Am 23. Juni 1924 wurde er eher zufällig festgenommen und am 15. April 1925 hingerichtet. Ihm konnten insgesamt 27 Morde nachgewiesen werden.
In kultureller Hinsicht war Hannover in den 1920er Jahren insbesondere wegen Kurt Schwitters ein „Vorort der Moderne“. Der von ihm betriebene Dadaismus, die von ihm herausgegebene Zeitschrift „MERZ“ und die von ihm gegründeten Gruppe „die abstrakten hannover“ hatten Weltruf. Die 1916 gegründete Kestner-Gesellschaft machte Front gegen den konservativen Kulturbetrieb und der Kunsthistoriker und Museumsdirektor Alexander Dorner legte eine viel beachtete Gemäldegalerie an.
Von der Weltwirtschaftskrise war Hannover stark betroffen. Die Hanomag entließ ihre 1300 Mitarbeiter am Weihnachtsabend 1931, nachdem sie am 17. Dezember einen Antrag auf Vergleich gestellt hatte. Die Lindener Stahlwerke und die Körting AG beantragten Anfang 1932 ebenfalls einen Vergleich. Die dadurch entstehende Massenarbeitslosigkeit führte in Hannover dazu, dass auf dem Höhepunkt der Krise jeder Dritte ohne Arbeit war.

## NS-Zeit und Zweiter Weltkrieg

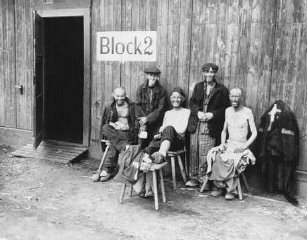
Häftlinge im KZ-Außenlager Hannover-Ahlem

Ab 1921 existierte in Hannover eine NSDAP-Ortsgruppe mit 341 Mitgliedern im Mai 1923. Nach dem gescheiterten Hitlerputsch vom 8./9. November 1923 demonstrierten kurz darauf am 16. November in Hannover 200 NSDAP-Anhänger mit Hochrufen auf Hitler und Ludendorff. Nach 1930 stiegen die Mitgliederzahlen im NSDAP-Gau Südhannover-Braunschweig an. 1929 hatte er 3210 Parteimitglieder und 1932 bereits 40.365. Innerhalb des Gaubezirks war die Zustimmung zur NSDAP unterschiedlich. Bei der Reichstagswahl 1930 erzielte die Partei dort 24,3 % der Stimmen, wobei sie in Göttingen auf 37,5 % und in Hannover auf 20,7 % kam.
Zur Machtergreifung am 30. Januar 1933 versammelten sich auf dem Welfenplatz etwa 5000 NSDAP-Anhänger zum Fackelzug. Am 19. Februar stürmten sie erstmals die Hochburg der Linken, das „Rote Linden“. Nach deren Abzug versammelten sich 45.000 Menschen auf dem Klagesmarkt nach einem Aufruf der „Eisernen Front“, um zu demonstrieren, dass Hannover rot bleiben würde. Bei einer Wahlveranstaltung am 21. Februar schossen die Nationalsozialisten beim Lister Turm auf einen unbewaffneten Reichsbannertrupp, wobei 19 Personen getroffen wurden und zwei ums Leben kamen. Aufgrund der Reichstagsbrandverordnung vom 28. Februar 1933 wurden tags darauf 140 KPD-Mitglieder in Hannover festgenommen und nach einer Inhaftierung in der Polizeikaserne in das Konzentrationslager Moringen bei Northeim verbracht.
Auch die Verfolgung der SPD-Anhänger wurde verschärft. Eine SS-Standarte stürmte am 1. April 1933 den Gebäudekomplex „Tiedthof“, wo sich viele SPD- und Gewerkschaftssekretariate befanden. Bald darauf wurden SPD, KPD und andere Parteien aufgelöst. Am 10. Mai 1933 kam es an der Bismarcksäule Hannover zur Bücherverbrennung in Hannover, die nach ähnlichem Muster wie die anderen Bücherverbrennungen in Deutschland, jedoch weniger straff organisiert war. Nach der Eingliederung des „Stahlhelm“ in die SA kam am 24. September 1933 Hitler zum Reichsführertreffen des Stahlhelms nach Hannover.
Kommunalpolitisch änderte sich in der Hauptstadt der Provinz Hannover zunächst nicht allzu viel. Arthur Menge gehörte zu den wenigen deutschen Oberbürgermeistern, die die Machtübernahme der Nationalsozialisten politisch überlebten. Der Sozialdemokrat Lindemann war das einzige Magistratsmitglied, das gehen musste. Der SA-Führer Viktor Lutze, ab dem 16. Februar 1933 zunächst Polizeipräsident von Hannover, wurde nach Entfernung des Sozialdemokraten Gustav Noske im März 1933 Oberpräsident der Provinz Hannover. Da Arthur Menge – er gehörte später zu den Verschwörern des 20. Juli 1944 – es weiterhin ablehnte, NSDAP-Mitglied zu werden, wurde er allmählich bei der NS-Führung unbeliebt. Er konnte sich zunächst halten und wurde erst nach Ablauf seiner zwölfjährigen Amtszeit am 15. August 1937 durch das NSDAP-Mitglied Henricus Haltenhoff abgelöst.
Hannover profitiert in gewisser Weise bis heute von den Arbeitsbeschaffungsmaßnahmen der 1930er Jahre. Der 1938 fertiggestellte Abschnitt der heutigen A 2 sollte im Raum Hannover mit der geplanten Nord-Süd-Autobahn verknüpft werden. Auch wenn die A 7 erst nach dem Zweiten Weltkrieg gebaut und am Autobahnkreuz Hannover-Ost mit der A 2 verknüpft wurde, sicherte die Planung die verkehrsgünstige Lage der Stadt. Die wichtigste und noch heute das Stadtbild prägende Arbeitsbeschaffungsmaßnahme war die Anlage des Maschsees. Bereits im 19. Jahrhundert hatte es Pläne gegeben, die Überschwemmungsgebiete von Leine und Ihme südlich der Stadtmitte nutzbar zu machen. Aber erst der Entwurf des TH-Professors Otto Franzius erwies sich als tragfähig und finanzierbar. Der erste Spatenstich erfolgte am 21. März 1934; die feierliche Einweihung war am 21. Mai 1936. Unter Stadtbaurat Karl Elkart sollten in der NS-Zeit noch weitere Großprojekte wie die Sanierung der Altstadt folgen, die allerdings infolge der Luftangriffe im Jahr 1943 letztlich nutzlos waren. Eine Umgestaltung der Innenstadt nach den Vorstellungen der Nationalsozialisten, bei der die Stadt im Bereich Waterlooplatz/Maschsee ein neues bauliches Zentrum erhalten sollte, wurde lange und intensiv geplant. Wegen der späteren Fokussierung auf die Kriegswirtschaft wurden die Pläne nicht verwirklicht.
Spätestens mit der einsetzenden Aufrüstung der Wehrmacht ging auch in Hannover die Arbeitslosigkeit spürbar zurück. Der Umsatz der Hanomag, die sich in Hannover zur „Waffenschmiede Nr. 1“ entwickelte, stieg von 10,9 Millionen Reichsmark (RM) im Jahre 1932 auf 120,3 Millionen RM 1936. Auch die „Conti“, das größte Industrieunternehmen der Stadt, steigerte den Umsatz zwischen 1933 und 1938 um 400 %. Die Hanomag und ein Tochterunternehmen des Eisenwerks Wülfel, die Maschinenfabrik Niedersachsen Hannover (MNH), fertigten Geschütze und Kettenfahrzeuge, bei der Conti blieb der Hauptakzent auf der Reifenproduktion. In ihrem 1938 fertiggestellten Werk in Stöcken produzierte die AFA (Accumulatoren Fabrik Aktiengesellschaft – die spätere VARTA) ab 1940 Akkumulatoren ausschließlich für die U-Boote und Torpedos der Kriegsmarine.

### Verfolgung jüdischer Bürger

Neue Synagoge von 1870, bei der Reichspogromnacht 1938 zerstört

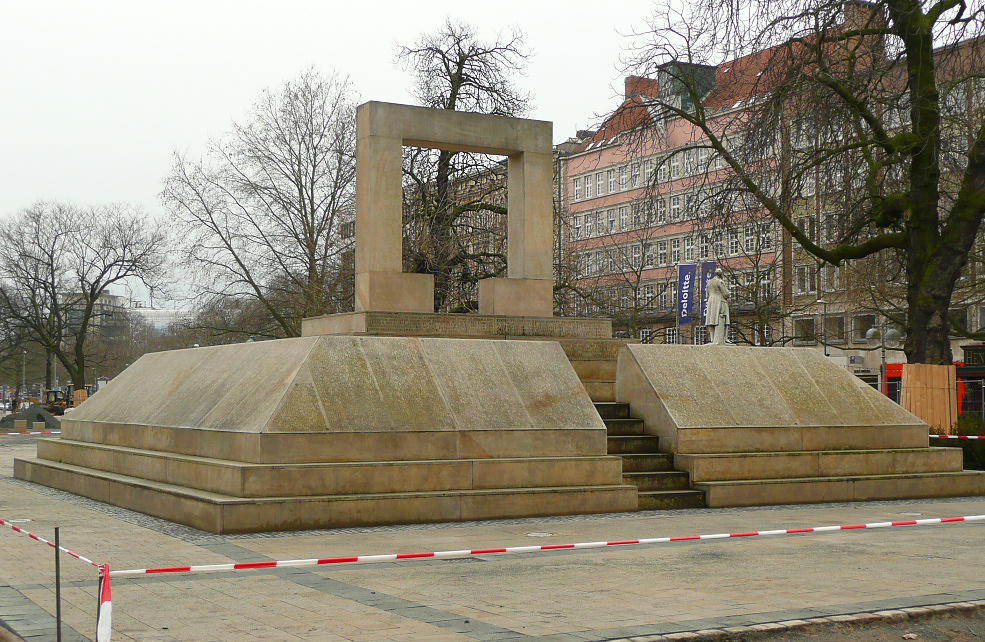
Mahnmal für die ermordeten Juden Hannovers auf dem Opernplatz

Von den etwa 4800 Juden, die Hannover 1938 zählte, entschieden sich viele rasch für die Emigration. 484 Juden polnischer Herkunft wurden im Oktober 1938 in Hannover zusammengetrieben und bei der Polenaktion über die polnische Grenze ausgewiesen. Darunter war die Familie Grünspan. Der zweitälteste Sohn der Familie, Herschel Grünspan, befand sich zu diesem Zeitpunkt in Paris. Als er von der Vertreibung seiner Familie erfuhr, kaufte er sich am 7. November 1938 einen Revolver, fuhr in Paris zur deutschen Botschaft und tötete den dort zufällig anwesenden Legationsrat Ernst Eduard vom Rath mit mehreren Schüssen. Von den Nationalsozialisten wurde dies als „Anschlag des Weltjudentums“ hochstilisiert und diente als Vorwand für reichsweite „spontane Aktionen des Volkszornes“. Während der Novemberpogrome 1938 gingen deutschlandweit über 1600 Synagogen in Brand auf. In Hannover wurde die Neue Synagoge in der Bergstraße in der Calenberger Neustadt zerstört. Zu Beginn des Krieges lebten noch 2000 Juden in Hannover. Im September 1941 ordnete NS-Gauleiter Hartmann Lauterbacher in der nach ihm benannten „Aktion Lauterbacher“ die Ghettoisierung der jüdischen Familien an. Mehr als 1000 Juden mussten ihre Häuser verlassen und wurden unter katastrophalen Lebensumständen in 15 Judenhäusern zusammengepfercht. Die Vertreibung aus den Wohnungen bereitete die kurze Zeit später einsetzenden Deportation vor. Noch vor der Wannseekonferenz wurden am 15. Dezember 1941 die ersten 1001 Juden von der Israelitischen Gartenbauschule Ahlem als zentraler Sammelstelle von Juden in den Regierungsbezirken Hannover und Hildesheim vom Bahnhof Hannover-Linden aus ins Ghetto Riga deportiert. Insgesamt wurden 2400 Menschen deportiert, von denen die wenigsten überlebten. Als am 10. April 1945 amerikanische Truppen Hannover besetzen, lebten hier keine 100 Juden mehr. Heute erinnert an die Judenverfolgung in Hannover ein Mahnmal am Opernplatz. Der Erinnerung an jüdische Bürger dienen auch ins Pflaster verlegte Stolpersteine an ihren früheren Wohnsitzen.

### Verfolgung von Sinti und Roma
Durch einen Erlass des Jahres 1938 zur Bekämpfung der Zigeunerplage durch den Reichsführer SS Heinrich Himmler kam es zu einer reichsweiten Erfassung von Sinti und Roma. Das Reichssicherheitshauptamt ordnete 1939 ihre Unterbringung in Sammellagern an. Bereits zuvor wurde 1938 nahe Altwarmbüchen ein Lager für Sinti eingerichtet, um sie aus Hannover abzuschieben. Als sich die Gemeinde dagegen wehrte, wurde das Lager weiter ins Altwarmbüchener Moor auf das Stadtgebiet von Hannover verlegt. Es bestand aus Eisenbahnwaggons ohne Wasser und ohne hygienische Einrichtungen. 1943 wurden 80 Angehörige von Sintifamilien von hier in das Zigeunerlager Auschwitz deportiert, wo sie wahrscheinlich umkamen. Daran erinnert eine Gedenktafel in Form eines Tores, die 1997 am Ort des früheren Lagers am Moorwaldweg aufgestellt wurde.
Zwischen 1941 und 1945 wurden vom Bahnhof Hannover-Linden in Sammeltransporten neben Juden auch Sinti und Roma aus dem Gebiet der Regierungsbezirke Hannover und Hildesheim in verschiedene Ghettos und Konzentrationslager deportiert.
1996 errichtete der Niedersächsische Verband Deutscher Sinti e. V. das Mahnmal am Bahnhof Fischerhof „Für alle Verfolgten des Nationalsozialismus“. Erst zwei Jahre später errichtete derselbe Verband 1998 das Mahnmal für die Sinti im Altwarmbüchener Moor.
Ein bekannter Sinto aus Hannover war der Boxer Johann Wilhelm Trollmann, der 1944 im KZ-Außenlager Wittenberge getötet wurde. Nach ihm wurde 2004 im Kreuzkirchenviertel in der Altstadt der kleine Fußweg Tiefental zwischen der Kreuzkirche und der Burgstraße in Johann-Trollmann-Weg umbenannt. 2008 wurde dort vor seinem früheren Wohnhaus ein Stolperstein für ihn gelegt, ebenso für seinen Bruder Heinrich, genannt Stabeli, der 1943 im KZ Auschwitz im Alter von 27 Jahren ermordet wurde. Für weitere verfolgte Sinti und Roma wurden ebenfalls Stolpersteine an ihren früheren Wohnsitzen verlegt.

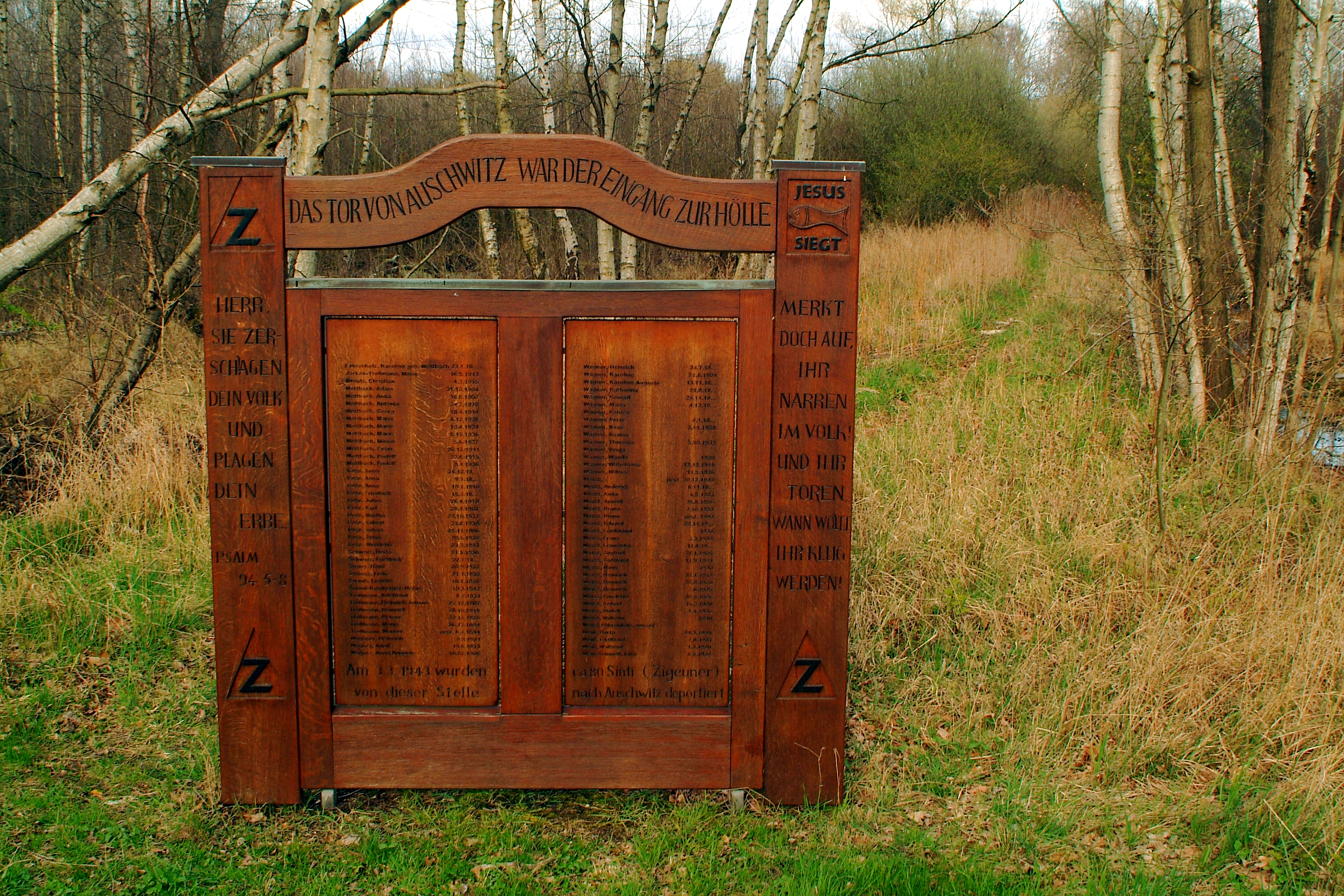
Mahnmal im Altwarmbüchener Moor am Ort des Sammellagers für rund 80 deportierte Sinti
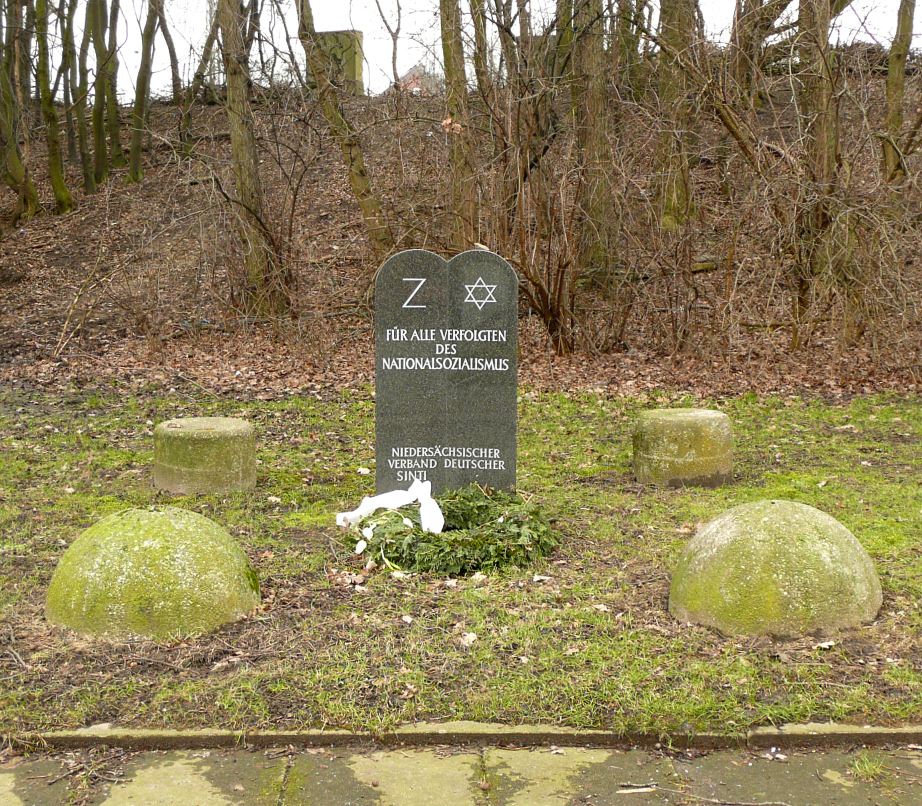
Mahnmal am Bahnhof Fischerhof
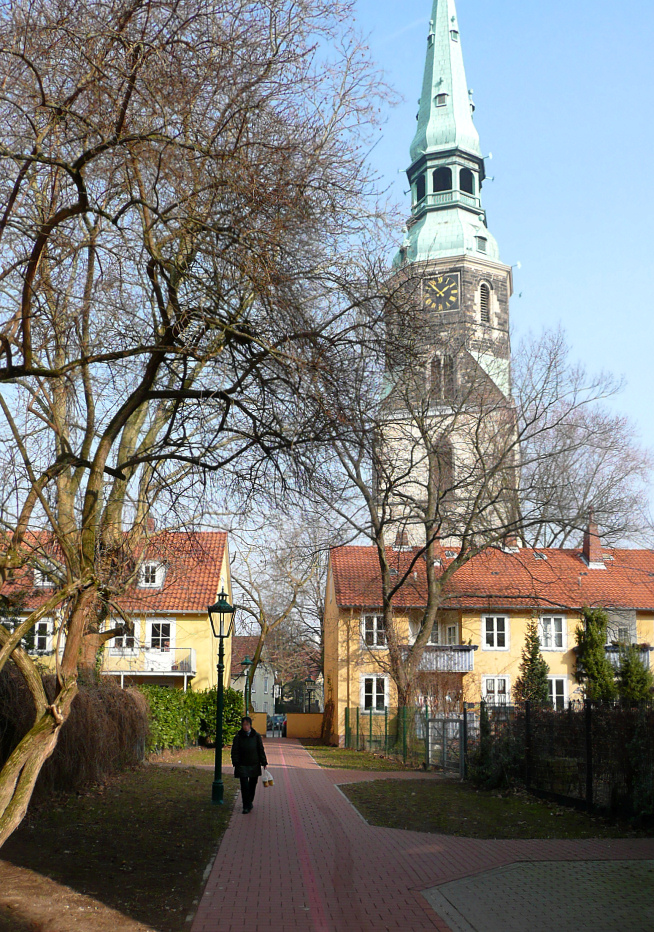
Johann-Trollmann-Weg in Hannover

### Zweiter Weltkrieg

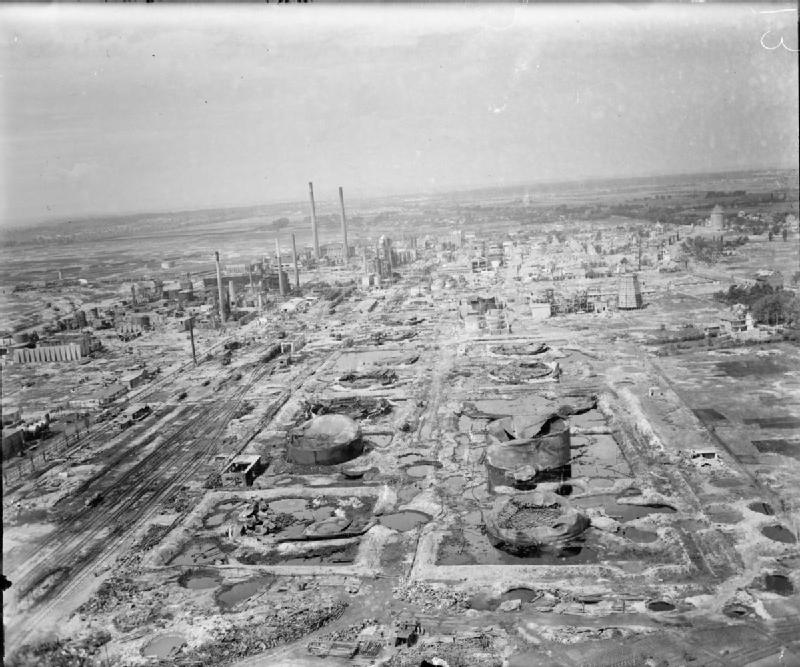
Die zerstörten Raffinerien der Deurag und Nerag nach Kriegsende

Die Grundstimmung zu Beginn des Zweiten Weltkrieges im September 1939 war in Hannover bedrückt; erst als vom Überfall auf Polen erste Siegesmeldungen eintrafen, begann sich das Leben zu normalisieren. Mit Jubel wurde am 30. September 1940 die 19. Infanterie-Division empfangen, als sie vom Westfeldzug gegen Frankreich siegreich nach Hannover zurückkehrte.
Der Luftkrieg im Zweiten Weltkrieg begann für die Stadt mit dem ersten Angriff der britischen Royal Air Force (RAF) in der Nacht zum 19. Mai 1940. Er galt den beiden in Misburg angesiedelten Raffinerien Deurag und Nerag. Am 10. Februar 1941 war Hannover Ziel des bis dahin größten Luftangriffes des RAF Bomber Commands auf eine deutsche Großstadt, der vor allem in der Oststadt Verwüstungen verursachte und 101 Menschen das Leben kostete. Aufgrund des vier Monate vorher erlassenen „Führer-Sofortprogramms“ wurden insgesamt 64 öffentliche Luftschutzbunker gebaut, von denen viele bis heute erhalten sind.
Die United States Army Air Forces (USAAF) griffen die Stadt erstmals am 26. Juli 1943 um die Mittagszeit mit 92 Flugzeugen der 8. US-Luftflotte an, wobei 273 Menschen getötet wurden. Hauptziel war die Reifenproduktion der Conti in Vahrenwald. In der Innenstadt wurden u. a. zerstört: Hauptbahnhof, Alte Markthalle, Leineschloss, Café Kröpcke, Marktkirche und Opernhaus. Bei zwei weiteren Angriffen der RAF Ende September 1943 kamen über 400 Personen ums Leben, ca. 25.000 Einwohner wurden obdachlos.
An Hannovers „Schwarzem Tag“ zerstörte in der Nacht zum 9. Oktober 1943 ein Großangriff der RAF mit 540 Maschinen schließlich das Stadtzentrum völlig, wobei 1245 Menschen ums Leben kamen. 250.000 Einwohner wurden obdachlos. Neun Tage später waren weitere 157 Opfer zu beklagen, als bei einem erneuten britischen Angriff mit 332 Bombern auch das bis dahin unbeschädigte Schloss Herrenhausen ausbrannte. Bis zur letzten Bombardierung Hannovers am 28. März 1945 mit 249 Opfern wurden insgesamt 88 Luftangriffe gezählt, bei denen 6782 Menschen getötet wurden, davon 4748 Einwohner.

Modell der zerstörten Innenstadt. Vorn der ausgebrannte Hauptbahnhof, halblinks davon die Ruine des Opernhauses, darüber am Bildrand das Neue Rathaus am Maschteich

Die Rüstungsindustrie in der Stadt wurde jedoch von den Angriffen kaum beeinträchtigt. Produktionsausfälle waren hauptsächlich durch Materialmangel verursacht, bedingt durch Ausfälle im Güterverkehr der Reichsbahn. Wegen der zahlreichen Einberufungen kam es zu einem Arbeitskräftemangel, der durch Zwangsarbeiter ausgeglichen wurde. 60.000 Zwangsarbeiter waren in 500 Lagern im Stadtbereich untergebracht. Außerdem gab es sieben Außenlager des KZ Neuengamme: Ahlem, Langenhagen, Limmer, Misburg, Mühlenberg, AFA Stöcken und Conti Stöcken. Unter menschenunwürdigen Verhältnissen lebten dort mehrere tausend Insassen. Im Lager Mühlenberg waren 3300 Zwangsarbeiter interniert, die hauptsächlich bei der Hanomag arbeiten mussten. In Misburg befand sich ein Arbeitslager für etwa 1000 Häftlinge, die in den beiden Raffinerien Deurag und Nerag arbeiteten und Bombenschäden beseitigten. Auf dem Gelände der ehemaligen Israelitischen Gartenbauschule Ahlem wurde eine Gestapo-Außenstelle eingerichtet, der die Aufsicht über die in Hannover internierten Zwangsarbeiter oblag. Die Zwangsarbeiter wurden bei den geringsten Verfehlungen in das Ahlemer Polizeiersatzgefängnis eingeliefert. Häufig kam es zu Hinrichtungen. Derzeit (2011) wird auch die Geschichte der Deserteure Hannover aufgearbeitet.
Am 10. April 1945 besetzte die US-Armee Hannover. Andernorts in Deutschland wurde der Krieg noch bis Anfang Mai fortgesetzt. Der Zweite Weltkrieg endete am 8. Mai mit der Bedingungslosen Kapitulation der Wehrmacht.

## Nachkriegszeit

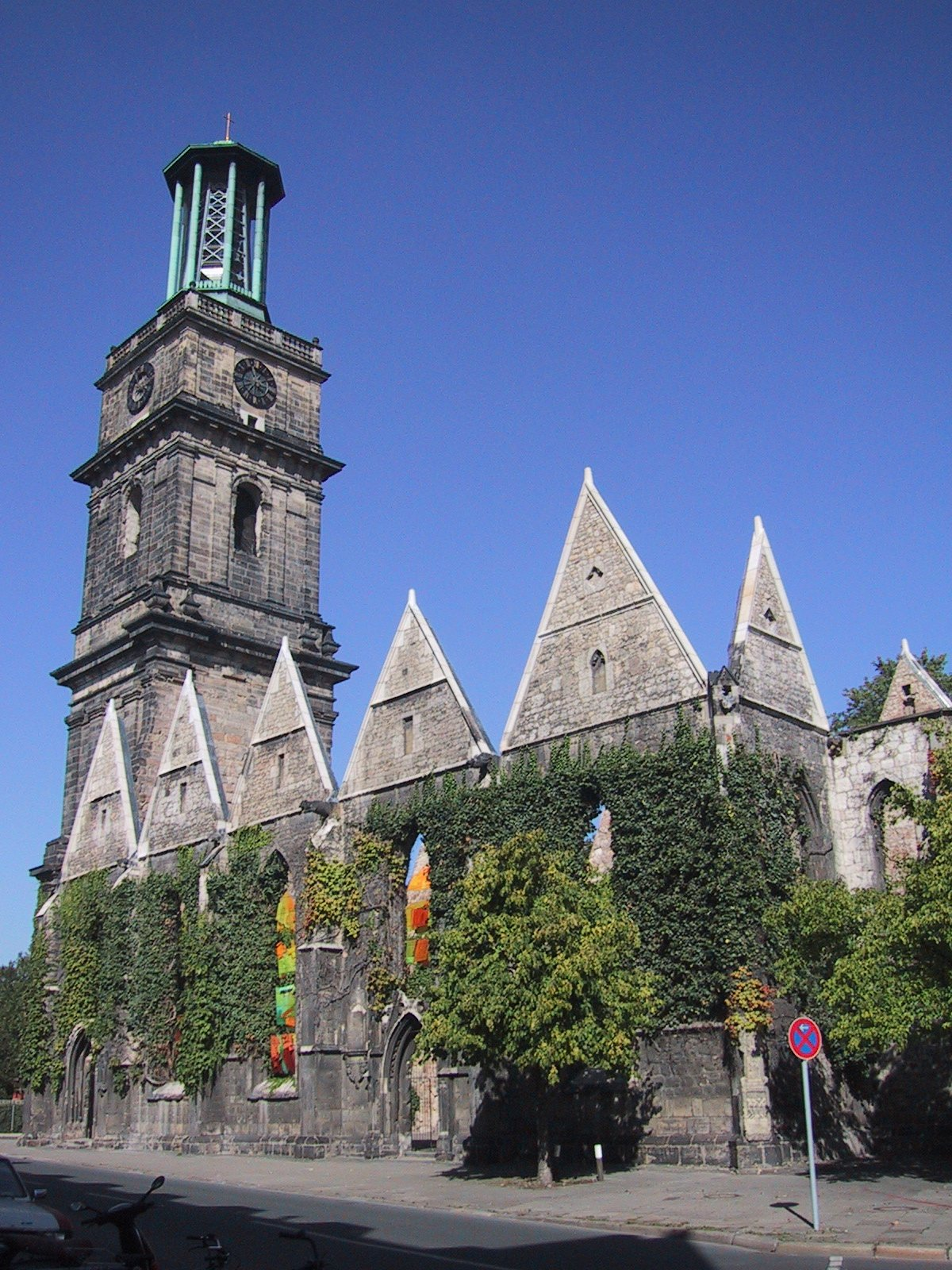
Ruine der Aegidienkirche mit der von Hannovers Partnerstadt Hiroshima gestifteten Friedensglocke als Mahnmal gegen Krieg und Gewalt

Etwa zwei Wochen vor der Einnahme durch Truppen der US-Armee erfolgten die letzten schweren Luftangriffe am 25. und 28. März 1945 mit jeweils bis zu 600 Flugzeugen der britischen RAF und den US-amerikanischen USAAF. Für die Einwohner Hannovers war der Zweite Weltkrieg am 10. April 1945 beendet, als amerikanische Einheiten von Nordwesten her nahezu kampflos einmarschierten. Zuvor war im westlichen Vorfeld der Stadt noch gegen die alliierten Truppen gekämpft worden.
Als Angehörige der Wehrmacht waren 10.998 Hannoveraner gefallen, ca. 6000 galten als vermisst. 4748 Einwohner kamen bei den Luftangriffen um – weitere 750 waren vermisst. Über 200.000 wurden evakuiert oder flüchteten in die umliegenden Gebiete, so dass bei Kriegsende von den 472.000 Einwohnern des Jahres 1939 nur noch 217.000 in der Stadt lebten. Von den Ende 1939 vorhandenen 147.222 Wohnungen waren 51,2 % total zerstört oder schwer beschädigt, 43,6 % mittel oder leicht beschädigt und nur 7489 Wohnungen (5,2 %) waren völlig intakt. Die Zahl der betriebsfähigen Telefonanschlüsse sank von 24.000 (1939) auf 200 – lediglich elf Prozent der Haushalte besaßen noch eine funktionierende Wasserversorgung. Als die Stadt an Truppen der Britischen Armee übergeben wurde, waren diese entsetzt darüber, dass es für sie kaum ausreichende Übernachtungsmöglichkeiten gab. Das oberste Ziel der Militärverwaltung der Britischen Besatzungszone war es zunächst, Ruhe und Ordnung wiederherzustellen. In der unübersichtlichen Lage nach dem Krieg war die öffentliche Ordnung zusammengebrochen, Plünderungen und Gewalttaten waren an der Tagesordnung. Vor allem die befreiten russischen Zwangsarbeiter (Displaced Persons) waren nach Bekanntwerden der von Angehörigen der Geheimen Staatspolizei in den letzten Kriegstagen verübten Gewalttaten – in Massengräbern wurden über 500 ermordete Sowjetbürger gefunden – empört und ließen ihre Aggressionen an der Zivilbevölkerung aus.
Die Wiederherstellung der öffentlichen Ordnung wurde dadurch erschwert, dass es im Februar 1946 zu einem verheerenden Hochwasser in Hannover kam. 20.000 Bewohner waren teilweise von der Außenwelt abgeschnitten. Der harte Hungerwinter 1946/47 setzte mit fast 100 Frosttagen die Bevölkerung weiterem Leid aus.
Im Nachgang des Hochwassers 1946 kam es in den damaligen Räumen des Stadtarchivs Hannover „zu unkontrollierten Abtransporten von historischem Schriftgut, das im kalten Winter zu Heizzwecken verwendet“ wurde; „diese Verluste haben bewirkt, dass die Überlieferung der Stadtgeschichte des 19. Jahrhunderts zu 80 % verloren gegangen ist.“
Hungersnöte riefen noch 1948 größere Demonstrationen und Aufruhr hervor. Ferner trafen bis November 1946 in Hannover annähernd 43.000 Flüchtlinge und Heimatvertriebene ein, davon fast die Hälfte (45 %) aus Schlesien. In der Stadt waren 7,5 Millionen Kubikmeter Trümmerschutt wegzuräumen. Dazu fehlten die notwendigen Arbeitskräfte; die in anderen Städten anzutreffenden Trümmerfrauen gab es dort kaum. Aus 2,5 Millionen Kubikmetern Trümmerschutt wurde das Oval der Zuschauerränge des Niedersachsenstadions (seit 2014 HDI-Arena) aufgeschüttet.

Modell des heutigen Hannovers

Um die Volkswirtschaft, speziell den Export, wieder anzukurbeln und den in der Sowjetischen Besatzungszone liegenden traditionellen Messestandort Leipzig zu ersetzen, wurde am 18. August 1947 in den Hallen des ehemaligen Metallwerks Hannover in Laatzen die erste „Exportmesse“ eröffnet. Hannover war nicht zuletzt aufgrund seiner verkehrsgünstigen Lage zum Messestandort ausgewählt worden, was die Stadt in den folgenden Jahrzehnten prägen sollte und mit für den wirtschaftlichen Aufschwung der Stadt in der Nachkriegszeit sorgen konnte.
Der von den Alliierten ernannte erste Oberbürgermeister der Nachkriegszeit wurde Gustav Bratke, der rasch die städtische Verwaltung wieder in Gang setzte. Schon bevor es zur Gründung des Landes Niedersachsen kam, wurde Hannover eine Mittelpunkt- und Hauptstadtfunktion im Bereich der britischen Besatzungszone zuteil. Eines der wichtigsten Ziele der Besatzungspolitik war die sogenannte „Entnazifizierung“ von Personen. Damit verbunden war auch die Rückbenennung von rund 30 NS-geprägten Straßennamen in Hannover: Die „Adolf-Hitler-Straße“ wurde wieder zur Bahnhofstraße, die „Straße der SA“ wurde zur Langen Laube und der „Horst-Wessel-Platz“ bekam seinen alten Namen Königsworther Platz wieder.
Der frühere Reichstagsabgeordnete Kurt Schumacher, Mitglied der ab Juni 1933 verbotenen SPD, hatte bei den Sichel-Werken in Limmer Arbeit gefunden und richtete im September 1945 in der Jacobsstraße 10 in Linden für den Wiederaufbau der deutschen Sozialdemokratie das sogenannte „Büro Dr. Schumacher“ ein. Von dort aus organisierte er die erste „Reichskonferenz“ der SPD nach dem Krieg im rund 15 km entfernten Wennigsen am Deister. Auf der vom 5. bis 7. Oktober 1945 tagenden „Wennigser Konferenz“ wurde Schumacher mit der Leitung des Neuaufbaus der Parteiorganisation betraut, die im Mai 1946 auf dem Parteitag im Gebäude der Hanomag mit seiner Wahl zum Vorsitzenden einer auf die Westzonen (spätere Trizone) beschränkten neuen SPD ihren vorläufigen Abschluss fand. (→ Geschichte der deutschen Sozialdemokratie). Bei der ersten Kommunalwahl in Niedersachsen am 13. Oktober 1946 wurde die SPD mit 42 Prozent Stimmenanteil stärkste Partei in Hannover. Der Sozialdemokrat Hinrich Wilhelm Kopf wurde am 23. August 1946 Ministerpräsident des Landes Hannover und am 9. Dezember 1946 erster Ministerpräsident des am 1. November 1946 gebildeten Landes Niedersachsen mit der Hauptstadt Hannover. Der Niedersächsische Landtag tagte von 1947 bis 1962 in einem Seitenflügel der Stadthalle.

### Wiederaufbau

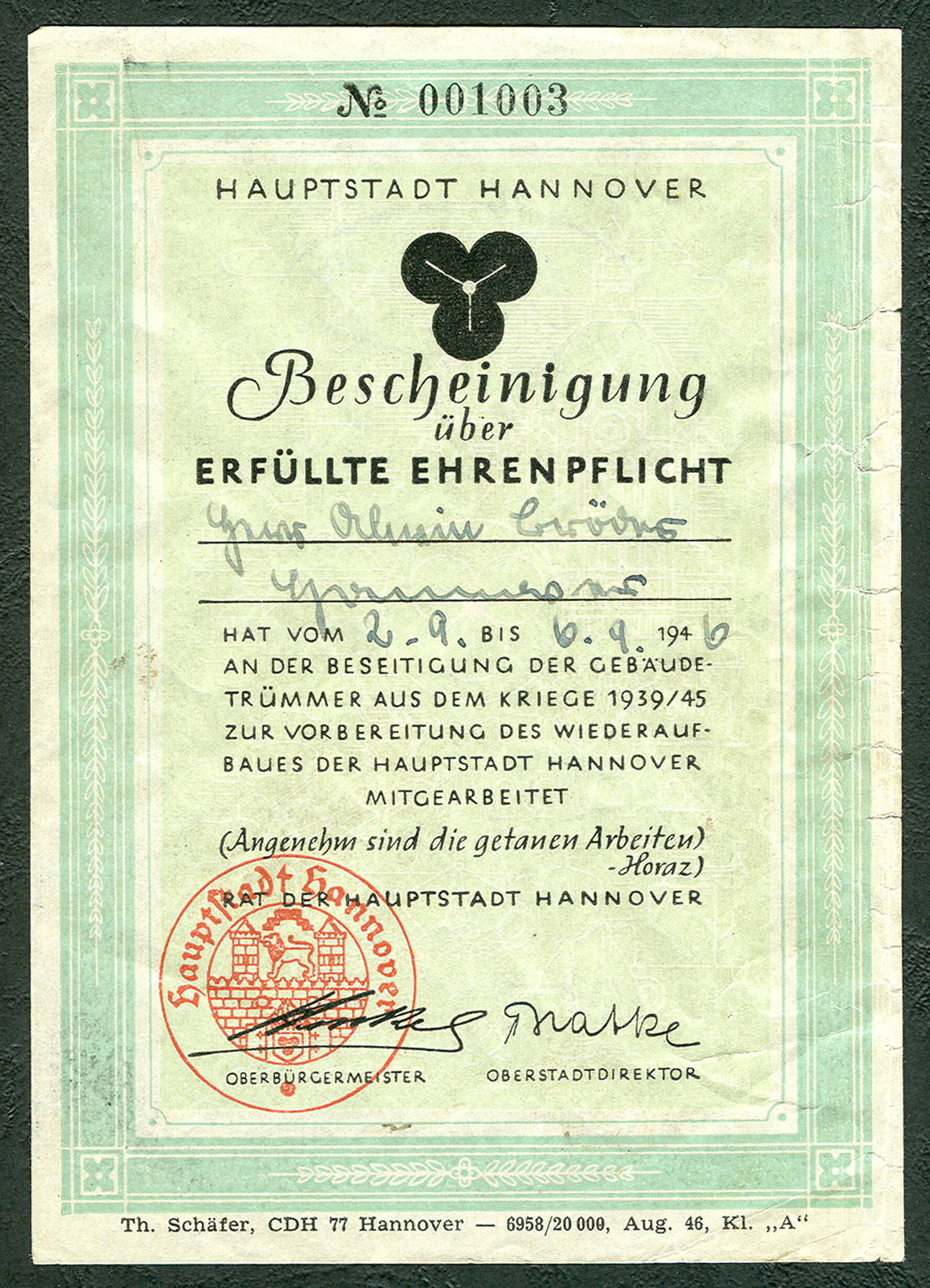
„Bescheinigung über erfüllte Ehrenpflicht“ bei der Trümmerbeseitigung von 1946 mit den faksimilierten Unterschriften von Oberbürgermeister Franz Henkel und Oberstadtdirektor Gustav Bratke

In den 1950er Jahren wurde im Bereich des Waterlooplatzes das heutige Regierungsviertel mit Staatskanzlei und Ministerien angelegt; dazu wurde u. a. von 1957 bis 1962 das zerstörte Leineschloss zum Landtagsgebäude mit Plenarsaal umgebaut.
Während die Stadt 1935 eine Einwohnerzahl von 448.200 hatte, lebten bei Kriegsende 1945 nur noch 320.400 Menschen in Hannover. Bis 1955 wuchs die Einwohnerzahl auf 530.400 an. 1960 hatte sie mit 575.900 den höchsten Wert erreicht, der bis 1973 auf 510.019 zurückfiel. Durch die Eingemeindungen der 1970er Jahre mit Vinnhorst, Anderten, Misburg, Bemerode, Wülferode, Wettbergen und Ahlem sowie Teilen von Isernhagen, Rethen und Laatzen mit dem Messegebiet stieg die Einwohnerzahl wieder an. In den 1960er und 1970er Jahren entstanden neue Großwohnsiedlungen in der Peripherie bei Garbsen und am Mühlenberg.
Stadtbaurat Rudolf Hillebrecht war verantwortlich für den Wiederaufbau der weitgehend zerstörten Innenstadt, die er mit breiten Straßenzügen und wohnbereichsnahen Grünflächen ausstattete. Er gestaltete eine autogerechte Stadt und ließ dafür zahlreiche noch erhaltene historische Gebäude abreißen. Der Bereich um die Georgstraße und die Bahnhofsstraße mit dem Kröpcke als Mittelpunkt entwickelte sich zu einem Zentrum des Einzelhandels.
Die Gassen der Altstadt wurden in ihrer Kleinmaßstäbigkeit gänzlich aufgegeben sowie im Kreuzkirchenviertel durch den Verzicht einer Neubebauung zu angerartigen Straßenräumen umgestaltet. Vereinzelte an anderen Stellen vorhandene Fachwerkbauten wurden zu jenen an der Kramerstraße und Burgstraße noch bestehenden Gebäuden umgesetzt (Translozierung), wodurch in der Nähe der Marktkirche ein Altstadtbereich als Traditionsinsel neu entstand. Kennzeichnend für den Wiederaufbau Hannovers ist die Entstehung von Stadträumen, welche völlig von der historischen Struktur abweichen und den städtebaulichen Ruf der Stadt begründeten. Solitärbauten für Regierung, Verwaltung und Industrie bilden eine geringverdichtete, begrünte und verkehrstechnisch optimal angebundene Stadtlandschaft, die eine Absage an die als unmodern angesehene Vorstellung von Korridorstraßen und symmetrischen Platzanlagen darstellen.

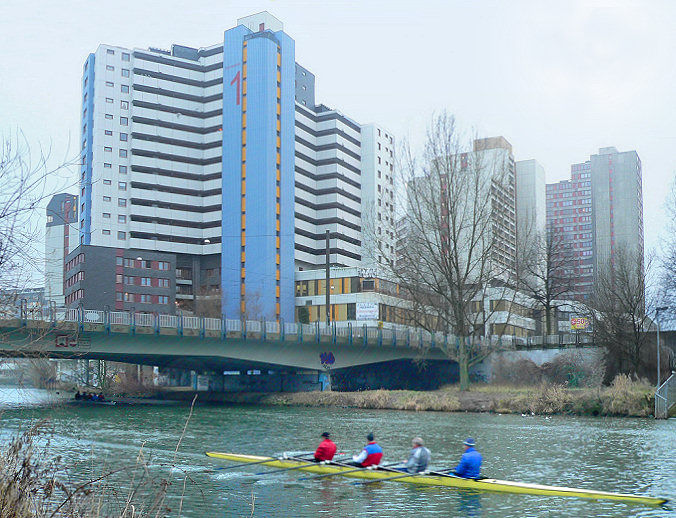
Im Stil des Brutalismus: Das 1975 fertiggestellte Ihme-Zentrum

Zu einer Abkehr der städtebaulichen Werte während des Wiederaufbaus trug die Strömung des Postmodernismus bei: Modellcharakter für Stadtquartiere besaßen fortan jene Straßen und Plätze, wie sie das 19. Jahrhundert geprägt hatte, und nicht jener moderne Städtebau, dessen autogerechte Planung eine Übernahme nordamerikanischer Erfahrungen war. Ansätze solcher Planungsvorstellungen wurden am Kronsberg verwirklicht, wo zur EXPO ein gänzlich neuer Stadtteil in Blockbebauung entstand.
Oft kritisch betrachtet wird der Abriss im Krieg unbeschädigter, historischer Bausubstanz, der mit Wiederaufbauplanung einherging. (→ Liste abgegangener Bauwerke in Hannover) So wurde die Flusswasserkunst am Leineschloss abgerissen, um eine freie Sicht auf das Leineschloss zu gewährleisten. Das klassizistische Friederikenschlösschen musste dem geplanten Neubau der Niedersächsischen Staatskanzlei und die Villa Willmer (ein bedeutendes Bauwerk der Hannoverschen Architekturschule) einem Wohnungsprojekt weichen. Beide Planungen wurden nie verwirklicht, so dass sich heute dort eine Grünfläche bzw. ein Parkplatz befinden.
Der kriegs- und wiederaufbaubedingte Verlust an historischen Gebäuden führt zuweilen zu dem Wunsch einer Rekonstruktion historischer Gebäude. 1983 wurde das Leibnizhaus an anderer Stelle rekonstruiert. Im Juni 2011 wurde mit der Rekonstruktion des Herrenhäuser Schlosses begonnen, das Anfang 2013 fertiggestellt wurde.

### Verkehrsentwicklung
Ein neues Verkehrskonzept sollte den Durchgangsverkehr aus der Innenstadt fernhalten. Die Innenstadt wurde mit mehrspurigen Straßen (Lavesallee, Leibnizufer, Hamburger Allee und Berliner Allee) umfahren; die Verknüpfung dieser Straßen wurde durch Kreisverkehre hergestellt. In diesem Zuge entstanden die Außentangenten, für die sich die Bezeichnung Schnellwege durchsetzte. Das Straßennetz im weiteren Stadtgebiet wurde völlig neu geordnet und den damals postulierten Anforderungen einer autogerechten Stadt angepasst. Der Bau vierspuriger Autotrassen führte nach den Kriegsfolgen zu weiteren Zerstörungen. Die breiten Straßen trennen teilweise noch heute ganze Stadtteile ab und wirken mit ihrer Architektur der singulären Bauten wie Fremdkörper in der ansonsten dichten Bebauung der Innenstadt.
Für den Messeschnellweg wurde eine Schneise mitten durch den Stadtwald Eilenriede geschlagen. Die Vorbereitungen begannen bereits 1949 und gehörten zu dem Konzept, wonach der Fernverkehr um das Stadtzentrum herumgeführt werden sollte. Durch diese im Zusammenhang mit der Stadtplanung des Wiederaufbaus nach dem Zweiten Weltkrieg stehende Verkehrsplanung erlangte Hannover in den 1950er Jahren überregionale Bekanntheit. Der historische Stadtgrundriss blieb nur oberflächig bestehen, da das verbleibende, grobmaschige Netz der Straßen nur in etwa die Hauptlinien der historischen Straßen nachzeichnet.
Am 23. Juni 1965 beschloss der Rat der Stadt, eine U-Bahn zu bauen. Nach dem Baubeginn am 16. November 1965 am Waterlooplatz folgten jahrzehntelange Bauarbeiten am Tunnelnetz, die im Wesentlichen 1993 mit der Eröffnung der C-Nord-Strecke in der Nordstadt beendet waren. Dabei wurden im Innenstadtbereich Tunnel gebaut und diese an die bestehenden Straßenbahnstrecken angeschlossen, wodurch die Stadtbahn Hannover entstand. Nach dem Ende der Bauarbeiten wurden in der City um den Kröpcke und in der Lister Meile Fußgängerzonen eingerichtet, wodurch diese Gebiete eine erhebliche Aufwertung erfuhren.

## Bis in die Gegenwart

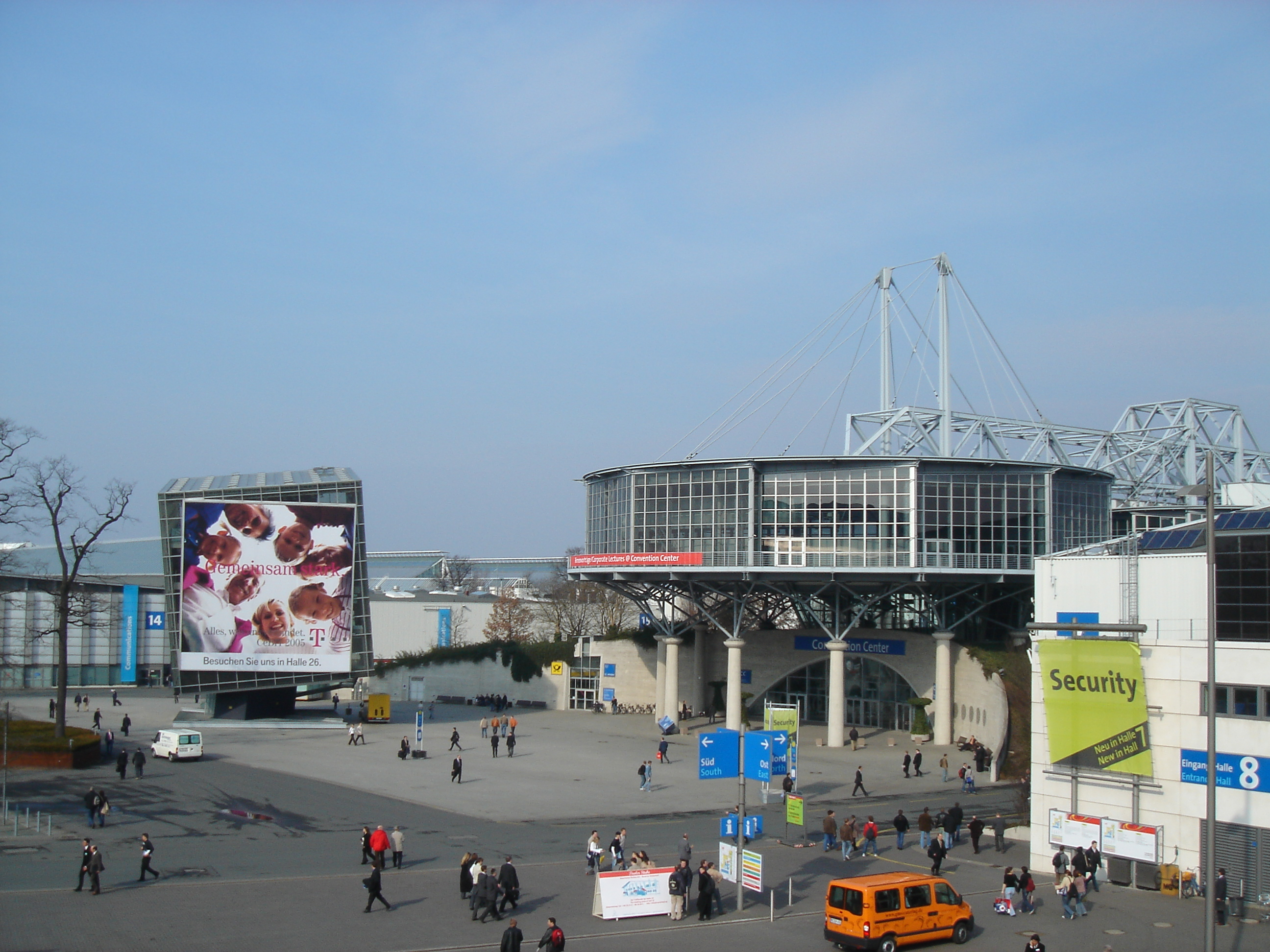
Messeplatz bei der CeBIT in Hannover (2005)

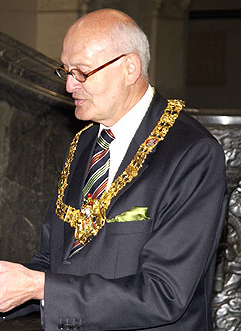
Herbert Schmalstieg prägte 34 Jahre die Stadt als Oberbürgermeister

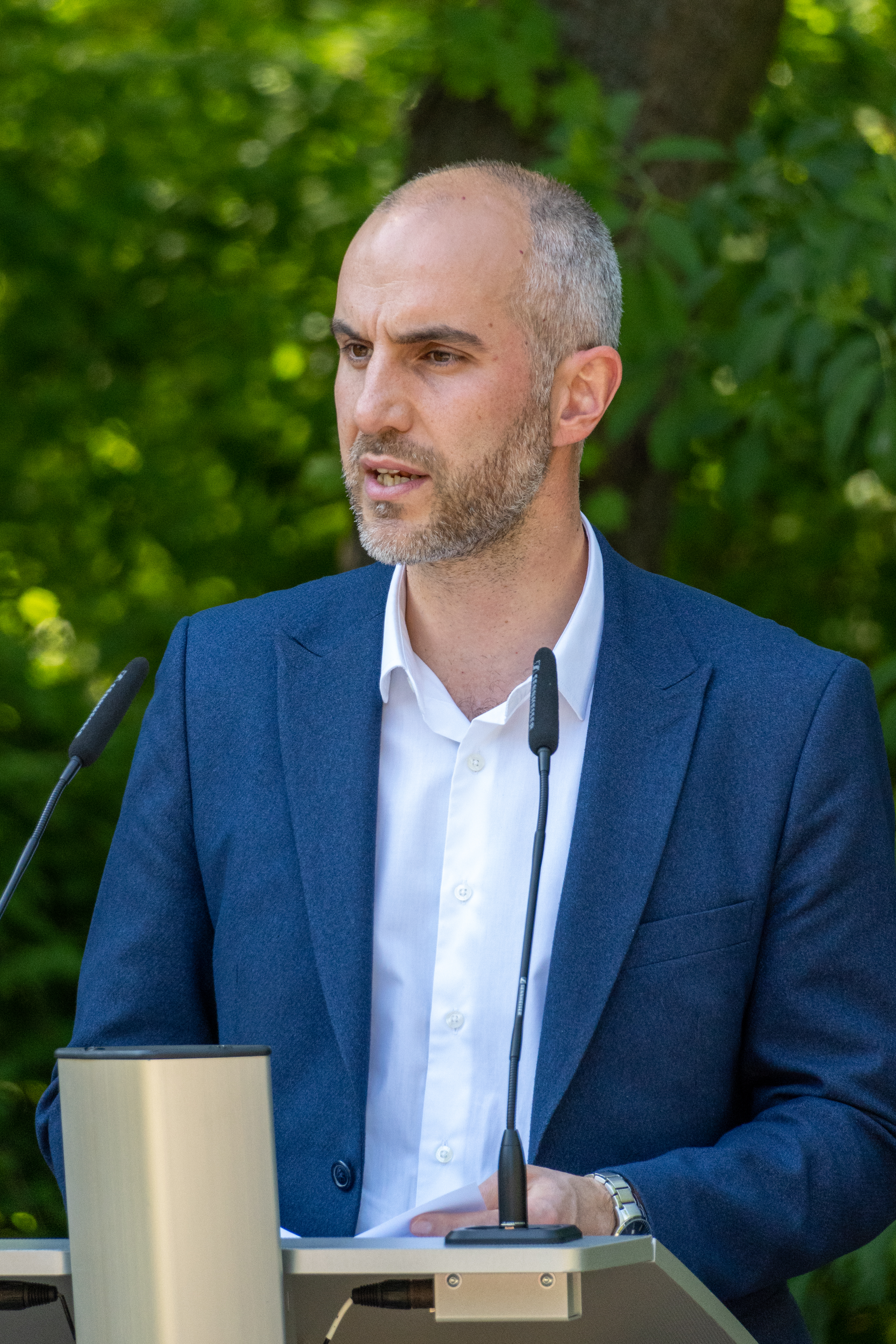
Belit Onay ist seit 2019 Oberbürgermeister

Die Kreuzung am Kröpcke war vor dem Zweiten Weltkrieg Verkehrsmittelpunkt von Kfz- und Straßenbahnverkehr. Ab 1975 wurde als Kombination von U-Bahn und Straßenbahn das Stadtbahnkonzept verwirklicht und die Schienen in der Innenstadt unter die Erde verlegt. Mehrere Abschnitte der Innenstadt wurden zur Fußgängerzone umgestaltet. 1975 trat Stadtbaurat Hanns Adrian die Nachfolge von Hillebrecht an und leitete den Ausbau in eine Konsolidierungsphase über. Er verfolgte das Ziel, Hannover zu einer Stadt zu machen, „in der es sich gut leben lässt“.
Die Verkehrsanbindung der Stadt wurde durch den Neubau des Flughafens Hannover-Langenhagen 1952 ergänzt. Hannovers Wirtschaft trat in eine Expansionsphase ein. In Stöcken wurde am Mittellandkanal das VW-Werk errichtet, in dem seit 1956 der VW-Transporter gebaut wird. Der industrielle Schwerpunkt der Stadt verlagerte sich von Linden in den Norden der Stadt, wo um die Vahrenwalder Straße neue Gewerbegebiete entstanden.
Im Juni 1969 kam es im Verlauf der Rote-Punkt-Aktion zu Demonstrationen sowie Straßenbahn- und Busblockaden. Die letztlich erfolgreichen Proteste richteten sich gegen Fahrpreiserhöhungen und führten zur Schaffung des Tarifverbundes Großraum-Verkehr Hannover.
Ende der 1960er Jahre begann der Niedergang der Hanomag, weitere traditionsreiche Unternehmen wie die Portland Cement in Misburg und die dortigen Deurag-Nerag-Raffinerien verschwanden oder fusionierten. Stattdessen bildete sich im Roderbruch im Stadtteil Groß-Buchholz mit der Medizinischen Hochschule Hannover und dem Verwaltungsgebäude der TUI ein neues Dienstleistungszentrum. Außerdem entwickelte sich Hannover zu einem bedeutenden Versicherungsplatz, mit der Talanx hat einer der größten deutschen Versicherungskonzerne seinen Hauptsitz in Hannover. Die Hannover-Messe expandierte weiter – nach einer Krise in den 1970er Jahren brachte Mitte der 1980er Jahre die CeBIT neue Erfolgszahlen, die ab 1986 bis zu ihrer Einstellung 2018 selbstständig neben der Hannover Messe Industrie abgehalten wurde. Im Jahr 2000 fand auf dem erweiterten Messegelände die Expo 2000 statt, die zu Infrastrukturmaßnahmen wie der Schaffung der S-Bahn Hannover und dem Bau des Kronsbergviertels führte.
Kommunalpolitisch wurde Hannover von den 1970er Jahren an von der Amtszeit Herbert Schmalstiegs geprägt, der von 1972 bis 2006 Oberbürgermeister war, bis 1996 als ehrenamtlicher Vorsitzender der Ratsversammlung und von 1996 an als hauptamtlicher, von den Bürgern direkt gewählter Oberbürgermeister. 2019 wurde Belit Onay zum Oberbürgermeister gewählt, der damit erster Landeshauptstadt-Oberbürgermeister mit Migrationshintergrund und der vierte grüne Oberbürgermeister in einer deutschen Großstadt ist. 
Seit 2001 gehört Hannover der Region Hannover an, einem Kommunalverband besonderer Art.
Seit dem 1. Dezember 2014 ist Hannover UNESCO City of Music.